# Icosahedrale symmetrie

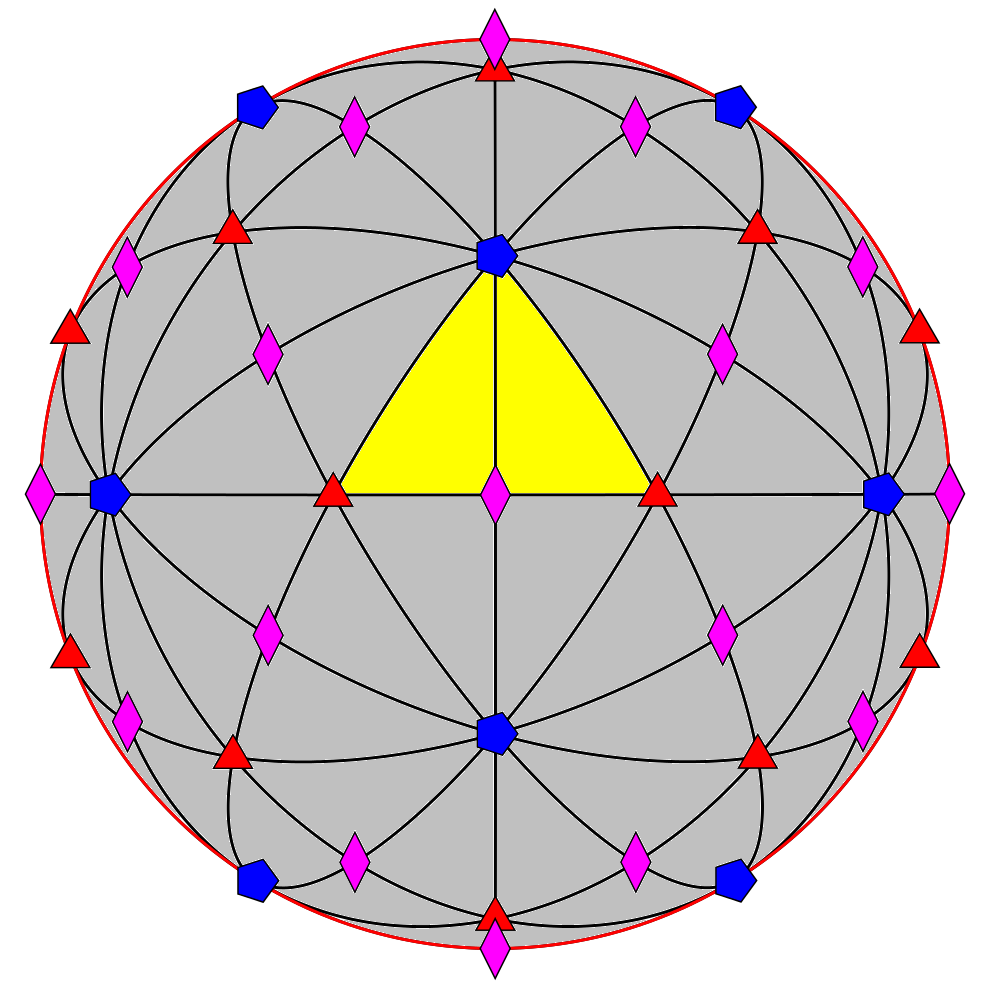
Vooraanzicht van de bol die weergeeft, met rotatie-assen en fundamenteel domein. De verbindende grote cirkels geven aan waar bij de spiegelvlakken de bol snijden. Alle rotatieassen die niet op de rand staan aangegeven, en de aangegeven grote cirkels, zijn ook van toepassing op dezelfde plaats aan de achterkant.
fundamenteel domein
tweevoudige rotatie-as
drievoudige rotatie-as
vijfvoudige rotatie-as
De zwarte lijnen geven de spiegelvlakken aan.

Cyclus 525323

Icosahedrale symmetrie is de symmetrie van verschillende regelmatige veelvlakken, dus een vorm van polyhedrale symmetrie. Icosahedraal wordt ook geschreven als icosaedraal of als icosaedrisch, al of niet met trema.
Er zijn twee vormen van icosahedrale symmetrie, maar het gaat in beide gevallen om polyhedrale symmetrie.
- Volledige icosahedrale symmetrie is de symmetrie van onder meer het regelmatige twaalfvlak of dodecaëder, het regelmatige twintigvlak of icosaëder en de als voetbal zeer bekende afgeknotte icosaëder.
- Chirale icosahedrale symmetrie is de symmetrie van onder meer de stompe dodecaëder en de vijfhoekige hexacontaëder. Deze twee lichamen zijn elkaars duale veelvlak. Er komen van beide lichamen twee chirale vormen voor, dus twee verschillende lichamen die wel elkaars spiegelbeeld zijn, maar niet gelijk aan hun eigen spiegelbeeld.

Volledige icosahedrale symmetrie is met spiegeling en heeft symmetriegroep {\displaystyle I_{h}} van orde 120. Chirale icosahedrale symmetrie is zonder spiegeling en heeft symmetriegroep {\displaystyle I} van orde 60. Een regelmatig veelvlak en het duale veelvlak ervan hebben dezelfde polyhedrale symmetrie.
Beide symmetriegroepen hebben de volgende assen van rotatiesymmetrie met het volgende aantal punten waar ze het oppervlak van een convex object met icosahedrale symmetrie snijden. Hun aantal assen is steeds de helft, want elke as snijdt het oppervlak van zo'n object twee keer.
- 12 van orde 5. Ze gaan in de voorbeelden door de middens van vijfhoeken en tienhoeken, en door hoekpunten waar 5 gelijke hoeken samenkomen.
- 20 van orde 3. Ze gaan in de voorbeelden door de middens van driehoeken en zeshoeken, en door hoekpunten waar 3 gelijke hoeken samenkomen.
- 30 van orde 2. Ze gaan in de voorbeelden door de middens van ribben waar twee gelijke zijvlakken aan elkaar grenzen, de middens van zijvlakken die regelmatige veelhoeken met een even aantal hoeken zijn, de middens van ruiten, en hoekpunten waar vier gelijke hoeken samenkomen.

Het aantal maal de orde is steeds 60, de orde van {\displaystyle I}.
De volledige versie heeft verder 15 spiegelvlakken. In termen van de orde van de gepasseerde rotatiepunten volgen de corresponderende grote cirkels de cyclus (525323), twee cycli voor een grote cirkel. Ze gaan gezamenlijk door alle rotatiepunten en wel zovaak als de orde is. De spiegelvlakken gaan in de voorbeelden loodrecht door de middens van ribben, langs ribben en door hoekpunten. Het fundamenteel domein is de driehoek 235, 1/120 deel van het veelvlak. Het bekijken van het fundamenteel domein kan het overzichtelijker maken om figuren met een bepaalde symmetrie te onderscheiden en vergelijken.
{\displaystyle I} is algebraïsch de alternerende groep {\displaystyle A_{5}}, de even permutaties van 5 elementen. De 20 hoekpunten van een twaalfvlak kunnen namelijk, op twee manieren, over 5 groepen van 4 worden verdeeld, die elk de hoekpunten vormen van een viervlak. De elementen van {\displaystyle I} corresponderen 1-op-1 met de even permutaties van de 5 viervlakken. {\displaystyle I_{h}} = {\displaystyle I} {\displaystyle \oplus } Ci, dus algebraïsch {\displaystyle A_{5}\times C_{2}}.
Tetrahedrale en octahedrale symmetrie zijn twee andere vormen van polyhedrale symmetrie. Alle zijvlakken van de hier behandelde veelvlakken zijn regelmatige veelhoeken.

## Veelvlakken met volledige icosahedrale symmetrie

### Twee regelmatige veelvlakken
Er zijn twee regelmatige veelvlakken met volledige icosahedrale symmetrie:

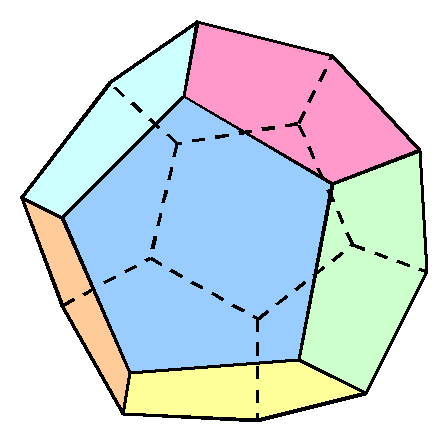
twaalfvlak
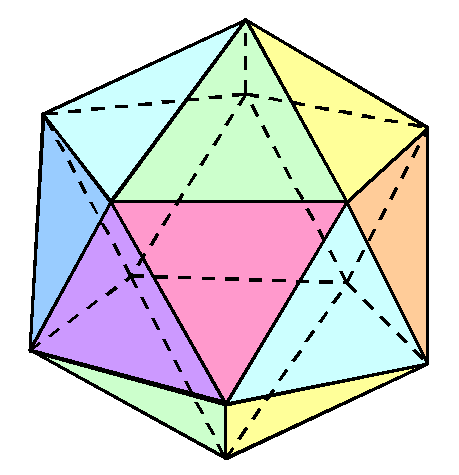
twintigvlak

| Nederlandse naam       | Griekse naam | Afbeelding   | Hoekpunten per vlak | Vlakken per hoekpunt | Vlakken | Ribben | Hoekpunten | Schläfli-symbool | Symmetriegroep        |
| ---------------------- | ------------ | ------------ | ------------------- | -------------------- | ------- | ------ | ---------- | ---------------- | --------------------- |
| regelmatig twaalfvlak  | dodecaëder   | Dodecahedron | 5                   | 3                    | 12      | 30     | 20         | {5, 3}           | {\displaystyle I_{h}} |
| regelmatig twintigvlak | icosaëder    | Icosahedron  | 3                   | 5                    | 20      | 30     | 12         | {3, 5}           | {\displaystyle I_{h}} |

### Vijf archimedische lichamen
Er zijn vijf archimedische lichamen met volledige icosahedrale symmetrie. De bolvormige variant van de afgeknotte icosaëder is zeer bekend als voetbal.
| Naam (hoekpuntconfiguratie)                                             | Afbeelding | Openvouwing | Vlakken | Soort vlakken                             | Ribben | Hoekpunten | Symmetriegroep        |
| ----------------------------------------------------------------------- | ---------- | ----------- | ------- | ----------------------------------------- | --- | ---------- | --------------------- |
| icosidodecaëder (3.5.3.5)                                               | Animatie   |             | 32      | 20 driehoeken 12 vijfhoeken               | 60 tussen een driehoek en een vijfhoek Het veelvlak is quasiregelmatig, dat wil zeggen dat het ook ribbetransitief is.      | 30         | {\displaystyle I_{h}} |
| afgeknotte dodecaëder (3.10.10)                                         | Animatie   |             | 32      | 20 driehoeken 12 tienhoeken               | 90 60 tussen een driehoek en een tienhoek en 30 tussen een twee tienhoeken                                                  | 60         | {\displaystyle I_{h}} |
| afgeknotte icosaëder (5.6.6)                                            | Animatie   |             | 32      | 12 vijfhoeken 20 zeshoeken                | 90 60 tussen een vijfhoek en een zeshoek en 30 tussen een twee zeshoeken                                                    | 60         | {\displaystyle I_{h}} |
| rombische icosidodecaëder of kleine rombische icosidodecaëder (3.4.5.4) | Animatie   |             | 62      | 20 driehoeken 30 vierkanten 12 vijfhoeken | 120 60 tussen een vierhoek en een vijfhoek en 60 tussen een driehoek en een vierkant                                        | 60         | {\displaystyle I_{h}} |
| afgeknotte icosidodecaëder of grote rombische icosidodecaëder (4.6.10)  | Animatie   |             | 62      | 30 vierkanten 20 zeshoeken 12 tienhoeken  | 180 60 tussen een tienhoek en een zeshoek, 60 tussen een tienhoek en een vierkant en 60 tussen een vierkant en een driehoek | 120        | {\displaystyle I_{h}} |

Een aanduiding van de hoekpuntconfiguratie 3.5.3.5 geeft in volgorde aan welke regelmatige veelhoeken bij elk hoekpunt samenkomen.
De laatste, met de meeste hoekpunten, heeft de bijzonderheid dat dit aantal gelijk is aan de orde van de symmetriegroep. Er is dus geen niet-triviale isometrie die een hoekpunt op zichzelf afbeeldt. De assen en spiegelvlakken gaan dus niet door hoekpunten. Het is dan ook de enige van de vijf veelvlakken met een hoekpuntconfiguratie waarvan de cyclus in omgekeerde richting anders is.

### Vijf catalanlichamen
Er zijn vijf catalanlichamen met volledige icosahedrale symmetrie.
| naam                        | afbeelding | archimedisch lichaam       | openvouwing | vlakken                                   | ribben                                   | hoekpunten | symmetriegroep        |
| --------------------------- | ---------- | -------------------------- | ----------- | ----------------------------------------- | ---------------------------------------- | ---------- | --------------------- |
| rombische triacontaëder     | Animatie   | icosidodecaëder            |             | 30 ruiten V3.5.3.5                        | 60 Het veelvlak is ribbetransitief.      | 32         | {\displaystyle I_{h}} |
| driehoekige icosaëder       | Animatie   | afgeknotte dodecaëder      |             | 60 gelijkbenige driehoeken V3.10.10       | 90 30 lange en 60 korte                  | 32         | {\displaystyle I_{h}} |
| pentakische dodecaëder      | Animatie   | afgeknotte icosaëder       |             | 60 gelijkbenige driehoeken V5.6.6         | 90 30 lange en 60 korte                  | 32         | {\displaystyle I_{h}} |
| deltaëdrische hexacontaëder | Animatie   | rombische icosidodecaëder  |             | 60 vliegers V3.4.5.4                      | 120 60 lange en 60 korte                 | 62         | {\displaystyle I_{h}} |
| disdyakische triacontaëder  | Animatie   | afgeknotte icosidodecaëder |             | 120 bijna rechthoekige driehoeken V4.6.10 | 180 60 lange, 60 middellange en 60 korte | 62         | {\displaystyle I_{h}} |

Een aanduiding als V3.5.3.5 geeft voor elke hoek van de veelhoek aan hoeveel daarvan samenkomen. De hoeken in het corresponderende bolvormige veelvlak zijn 360° gedeeld door het getal, de hoeken van de vlakke veelhoek zijn iets kleiner.

### Conwayveelvlakken

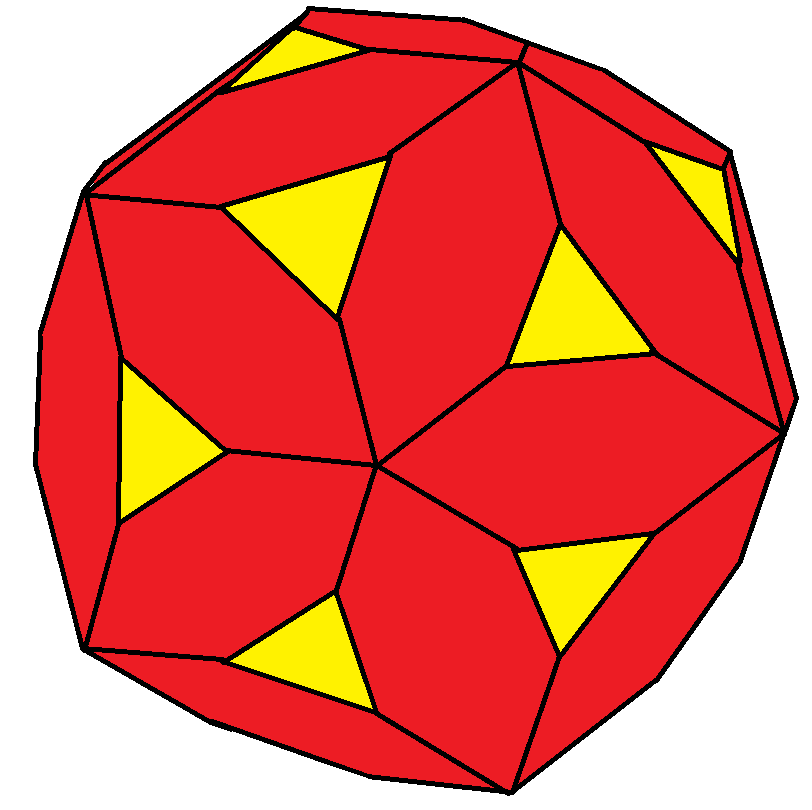
cI (4e) *
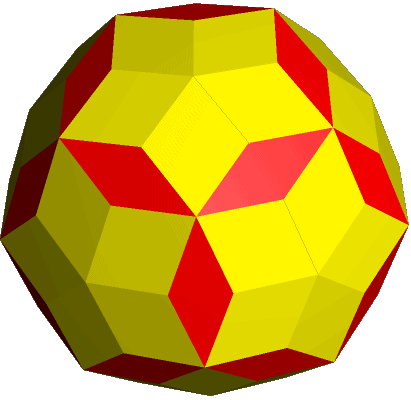
dakD (6e) *
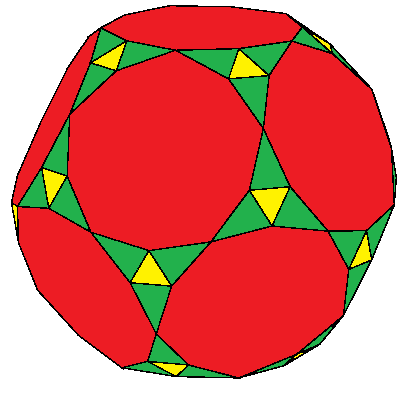
atD (6e)
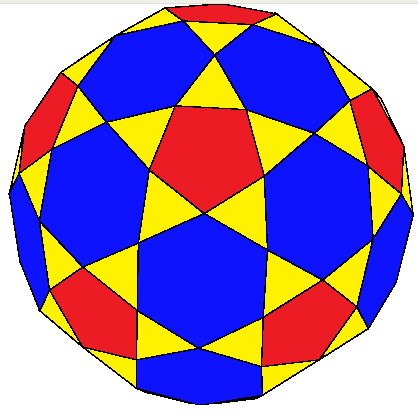
atI=akD (6e) *
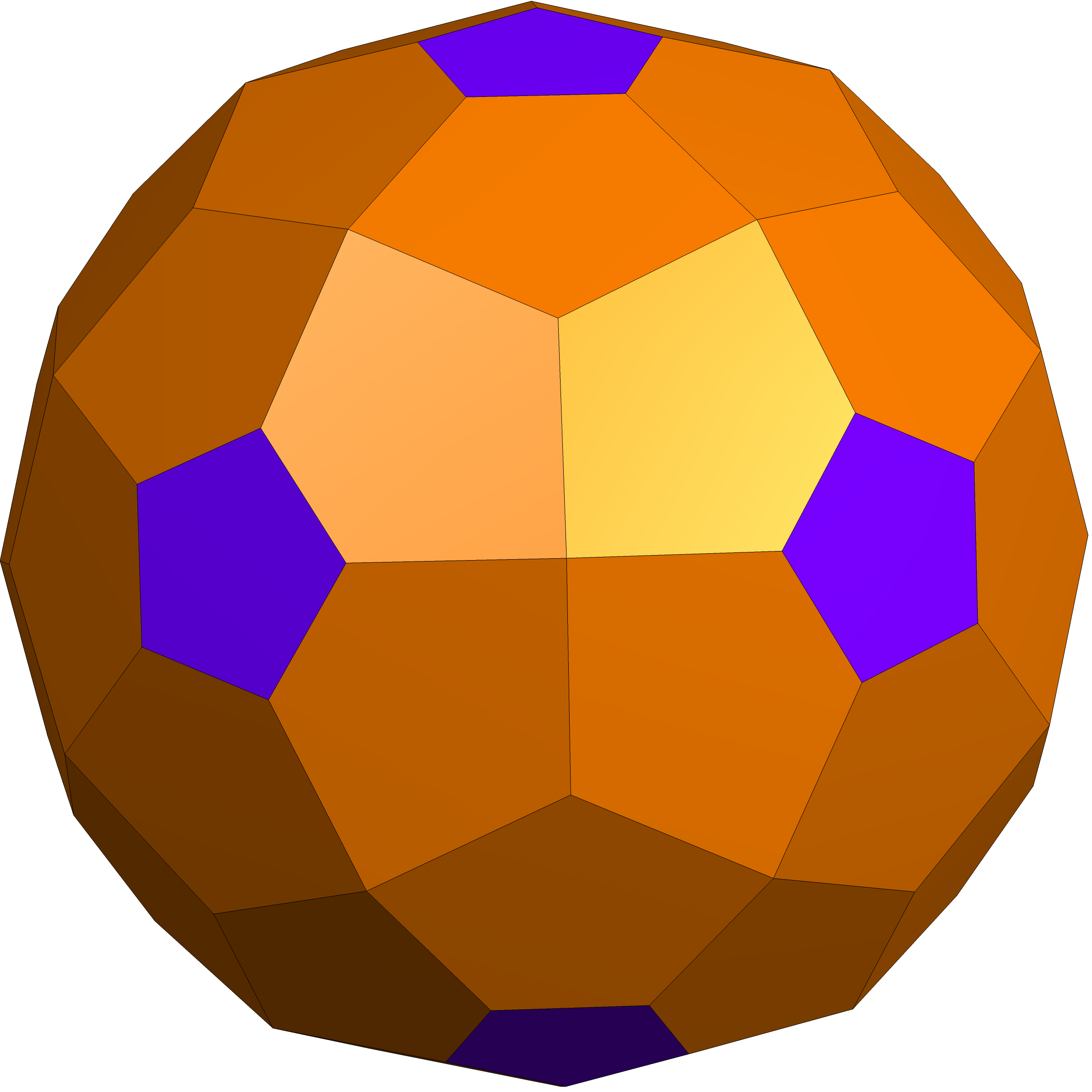
qD (6e)
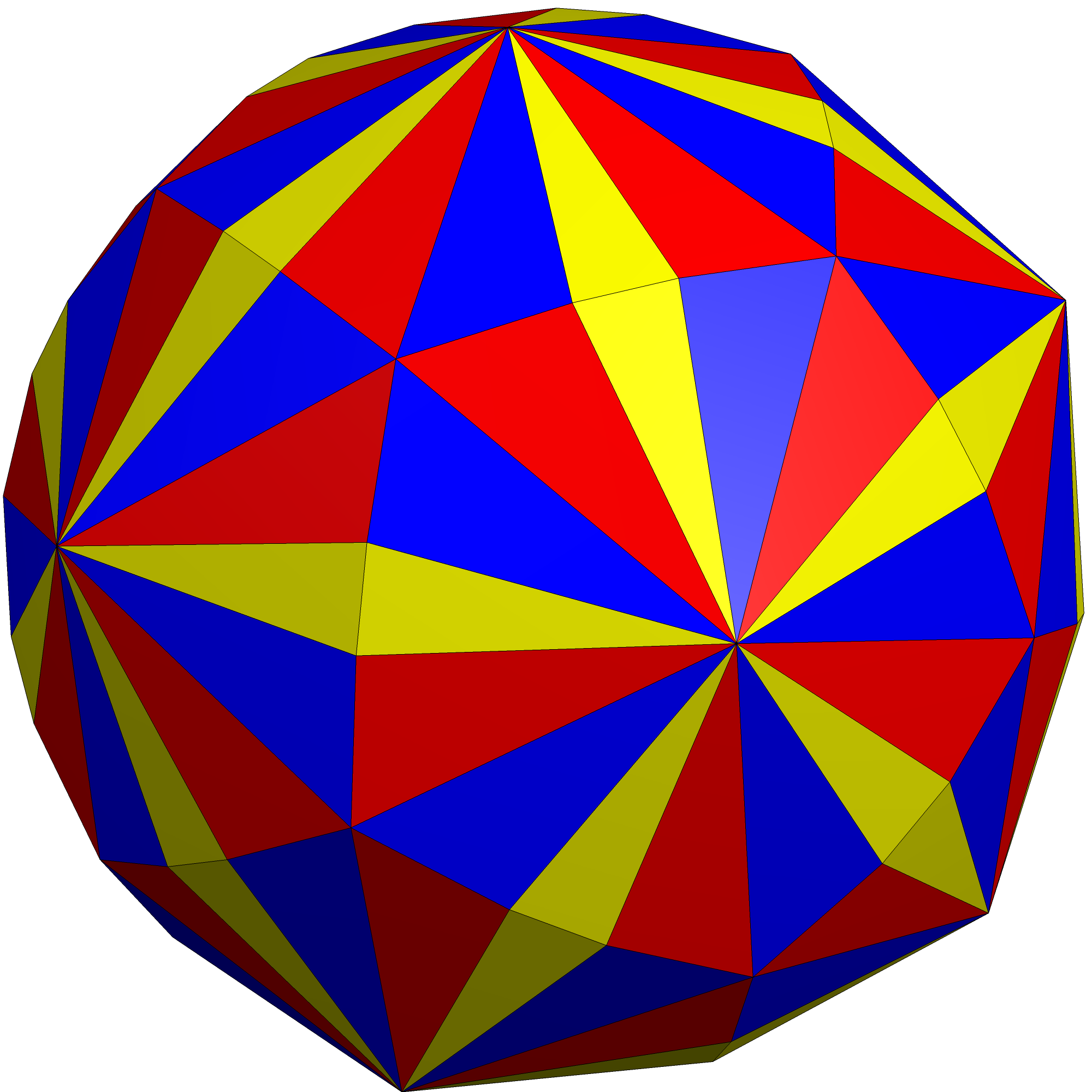
m3D (6e)
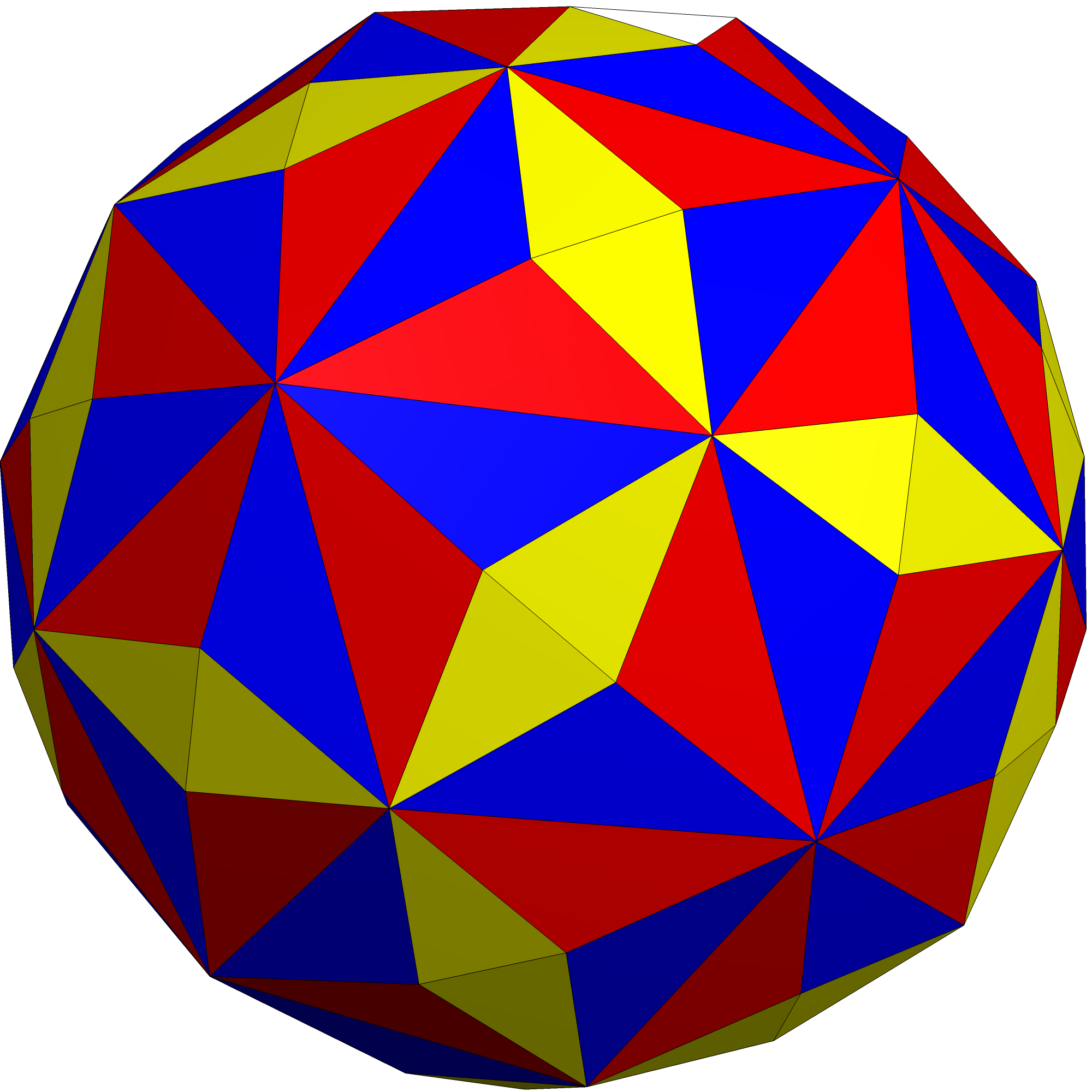
m3I (6e)
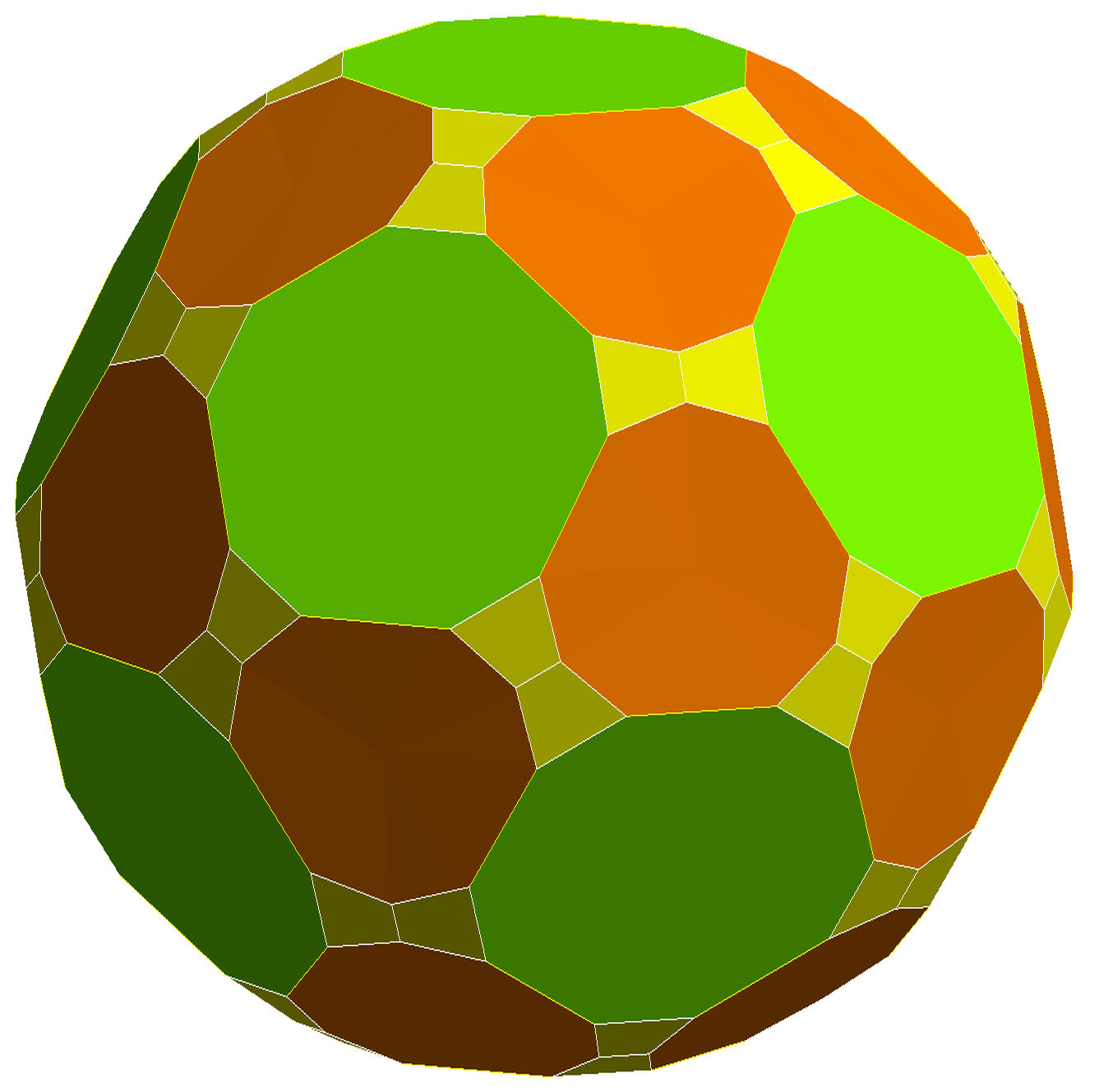
b3D (6e)
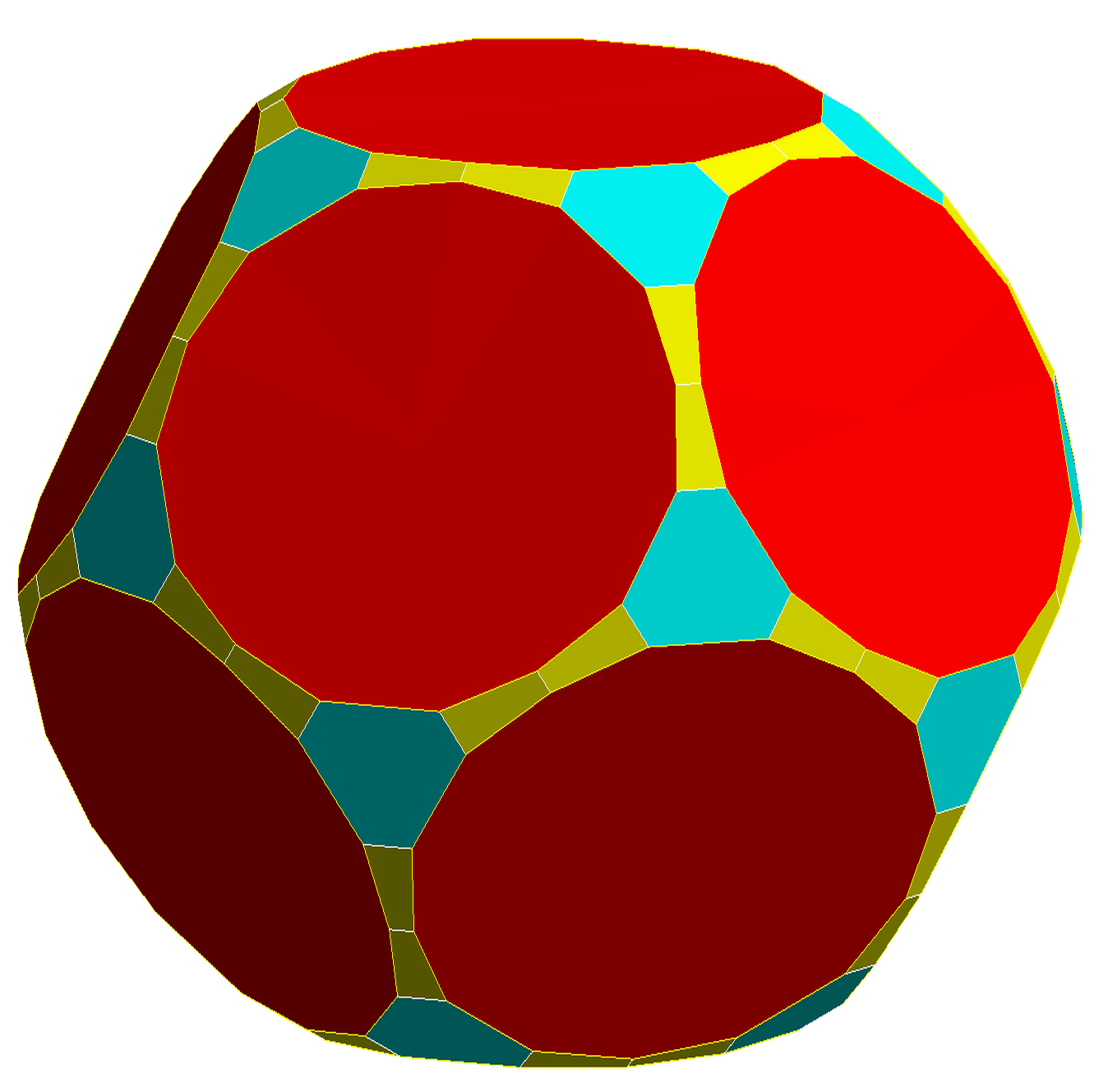
b3I (6e)
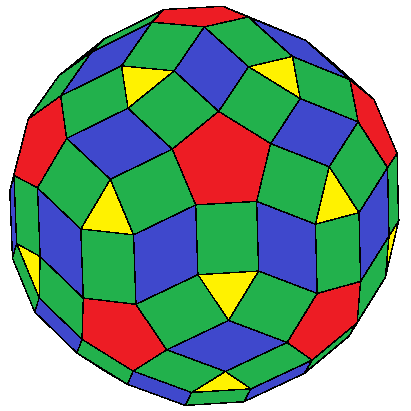
edaD (8e) *
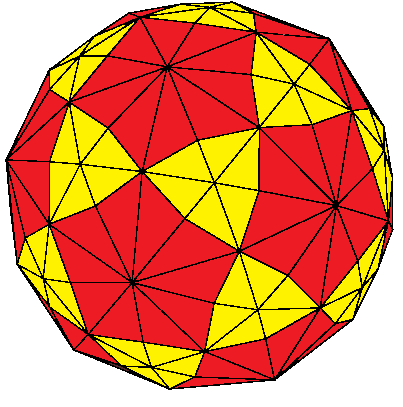
gaD (10e)
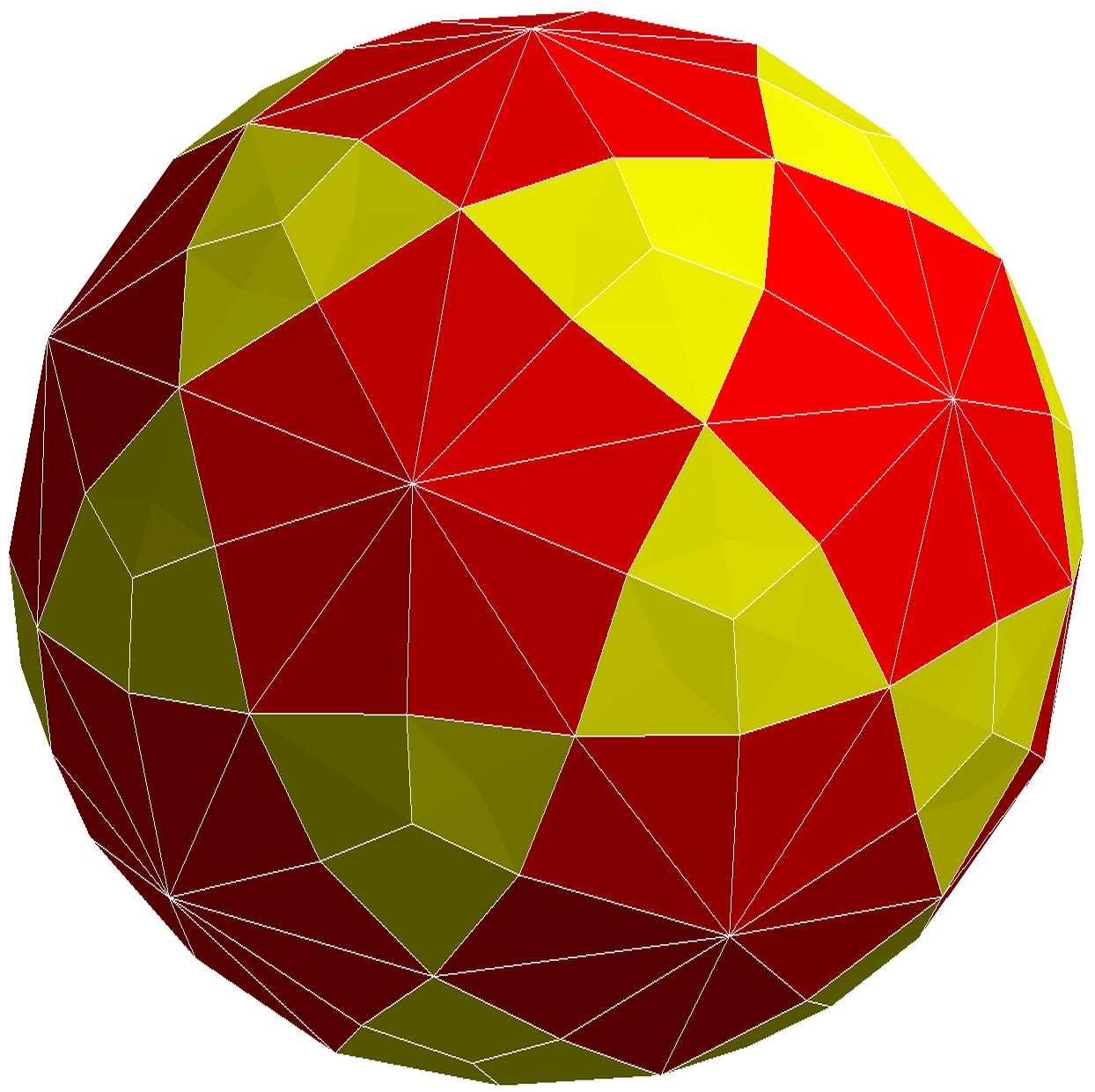
XI (10e)
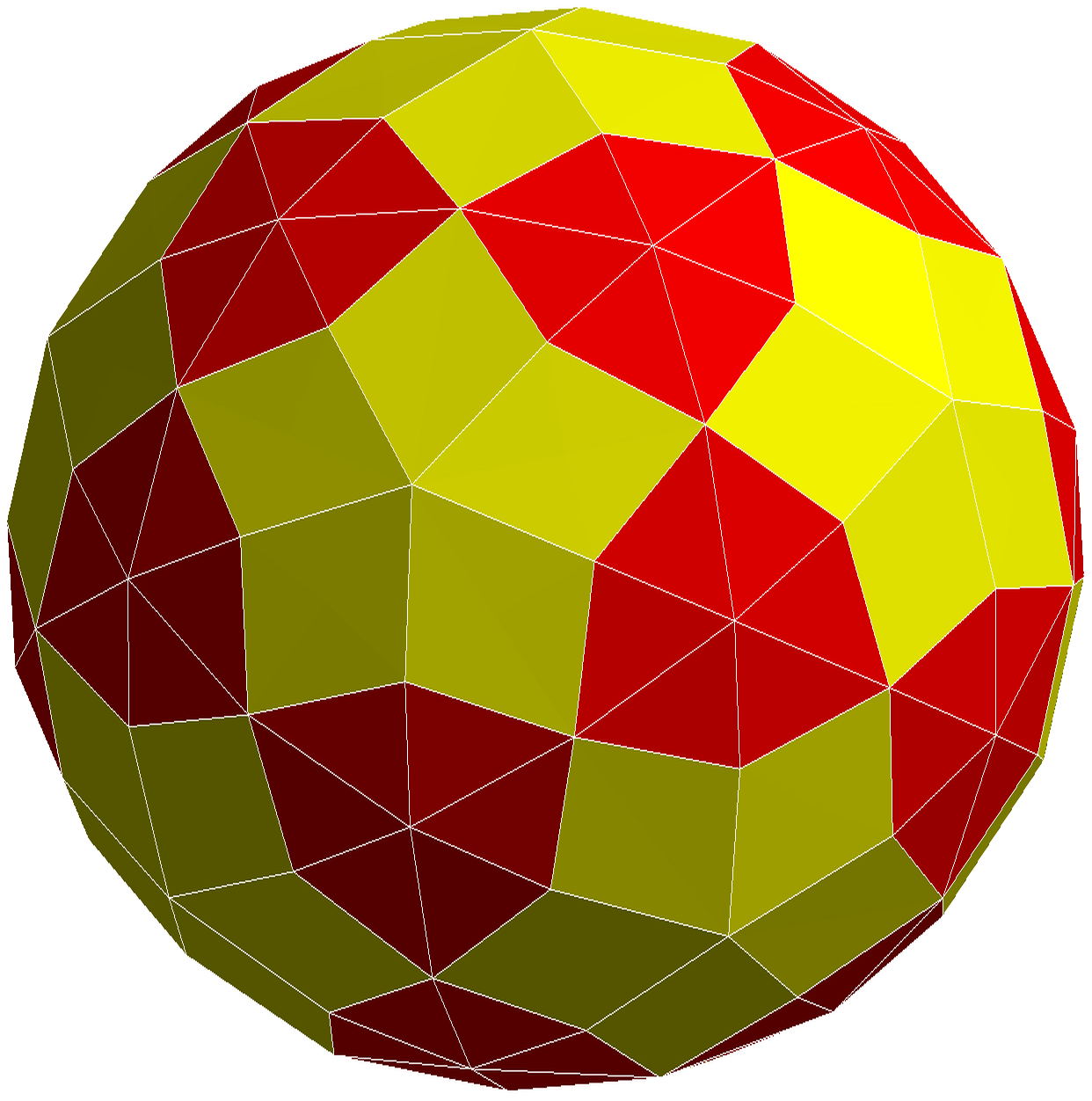
XD (10e)
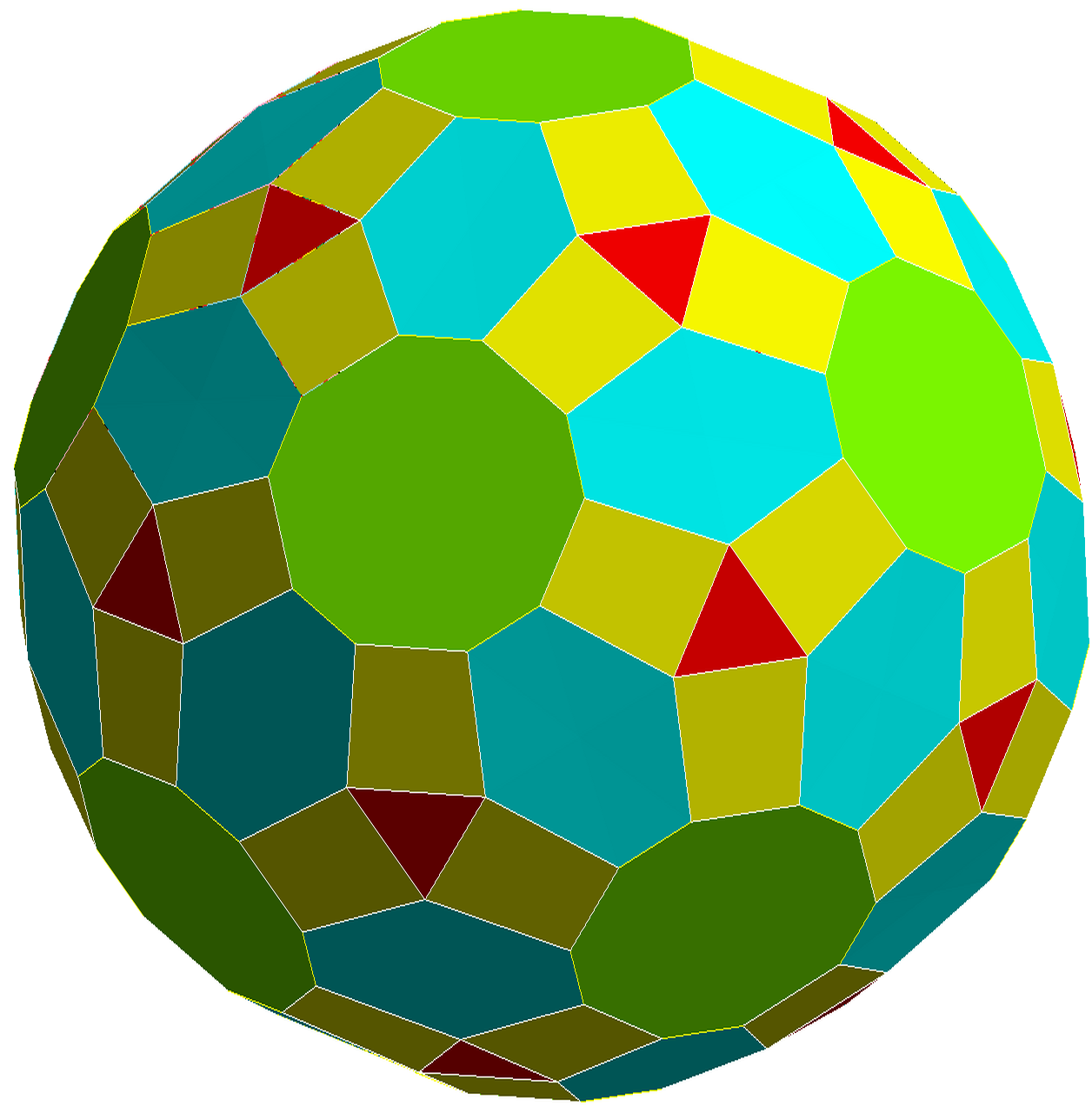
dXI (10e)
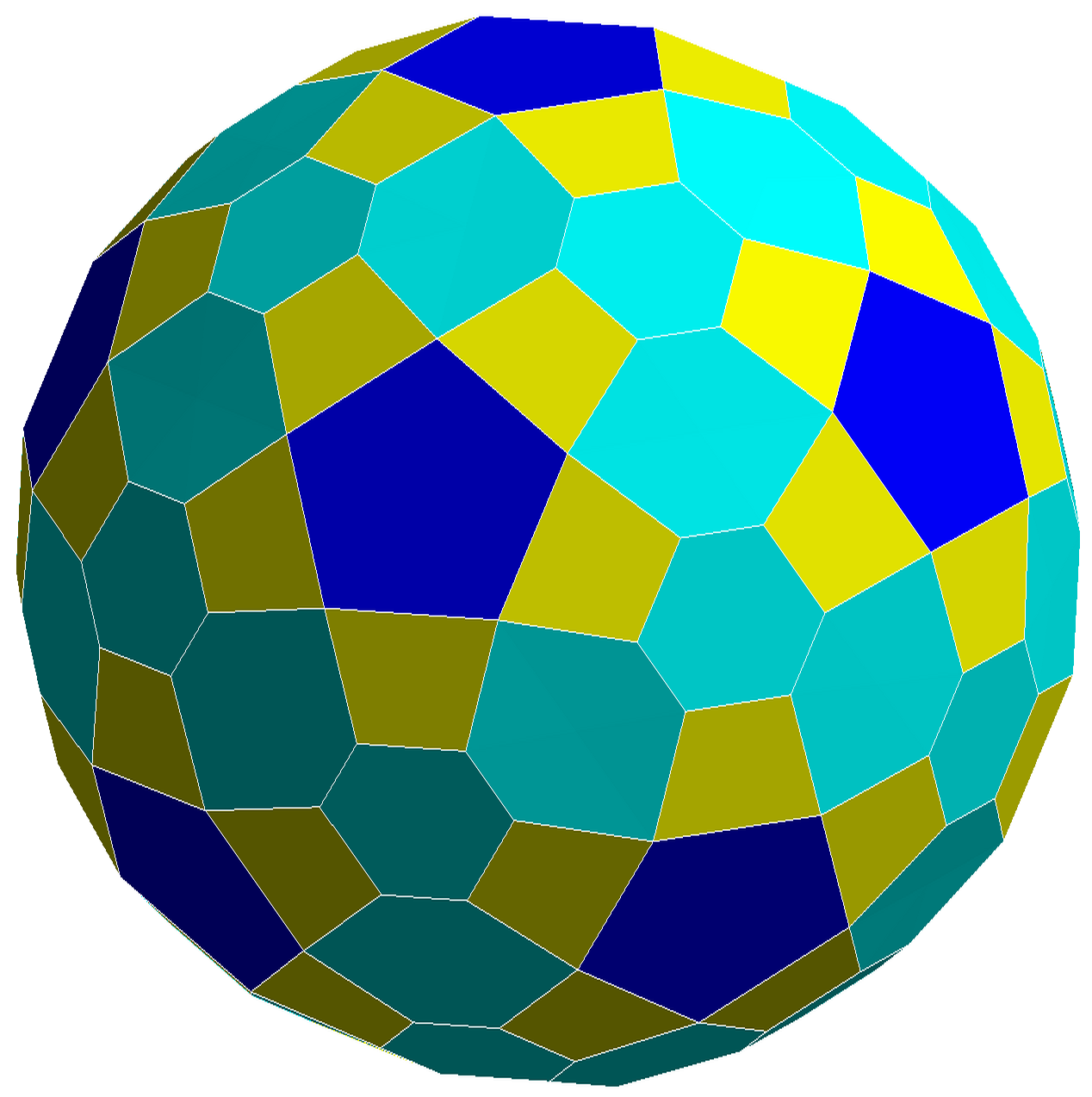
dXD (10e)
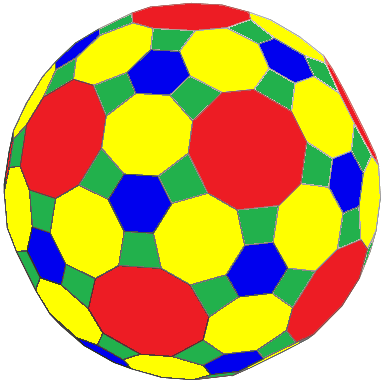
teD (12e) *
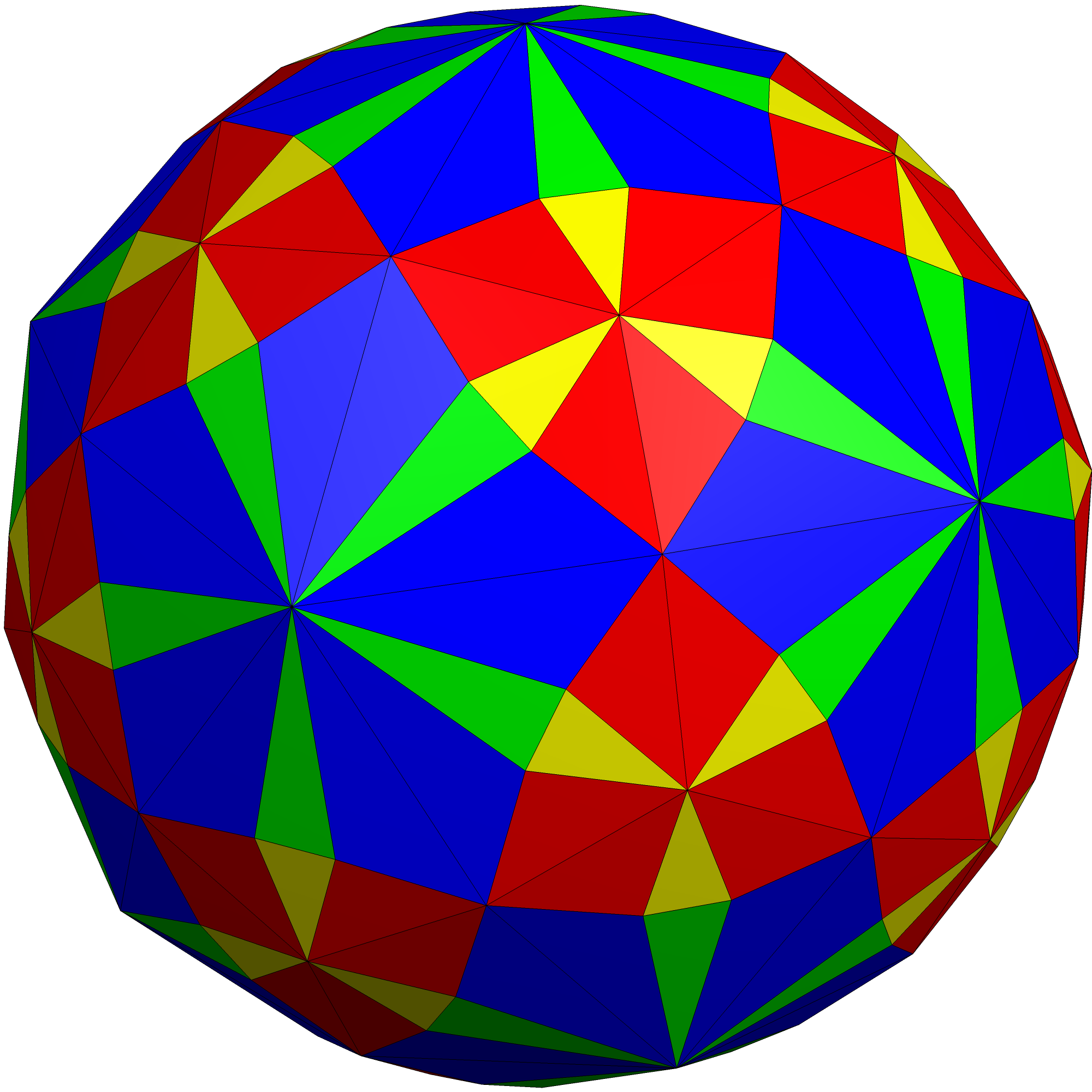
m3aI (12e)
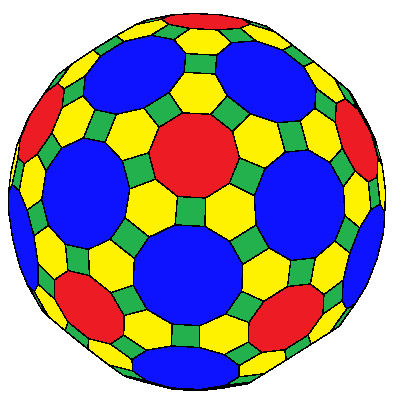
tatI = takD (18e)
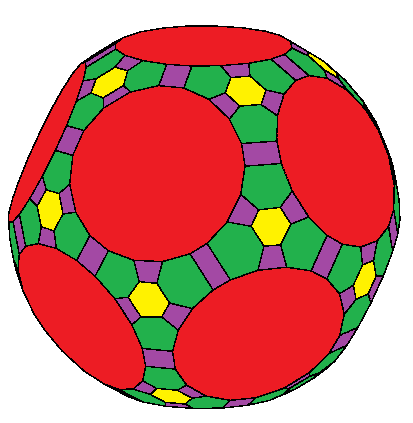
tatD (18e)
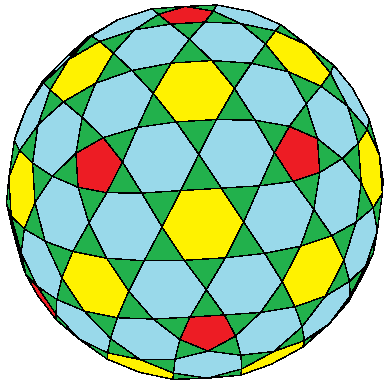
atkD (18e)
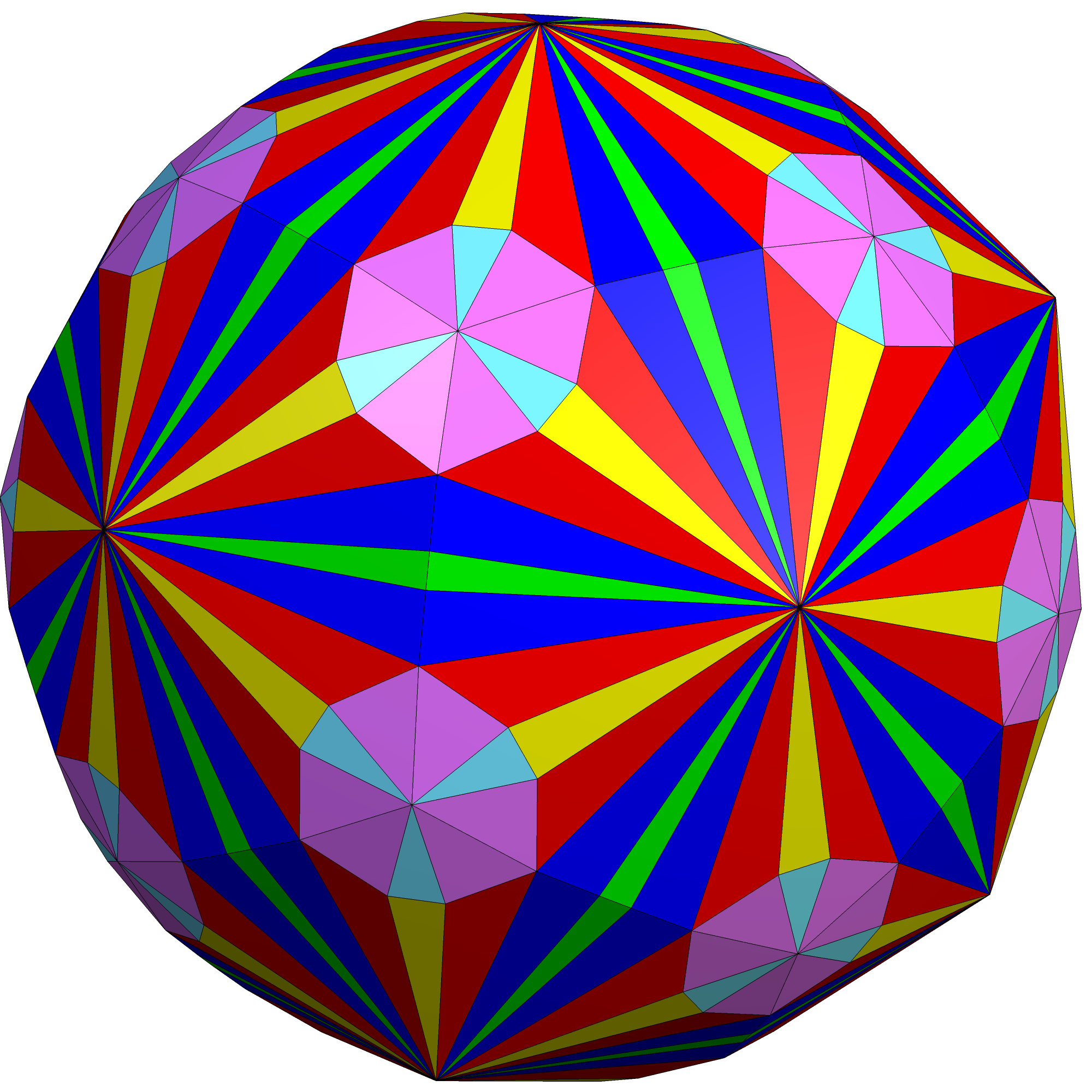
m3tD (18e)
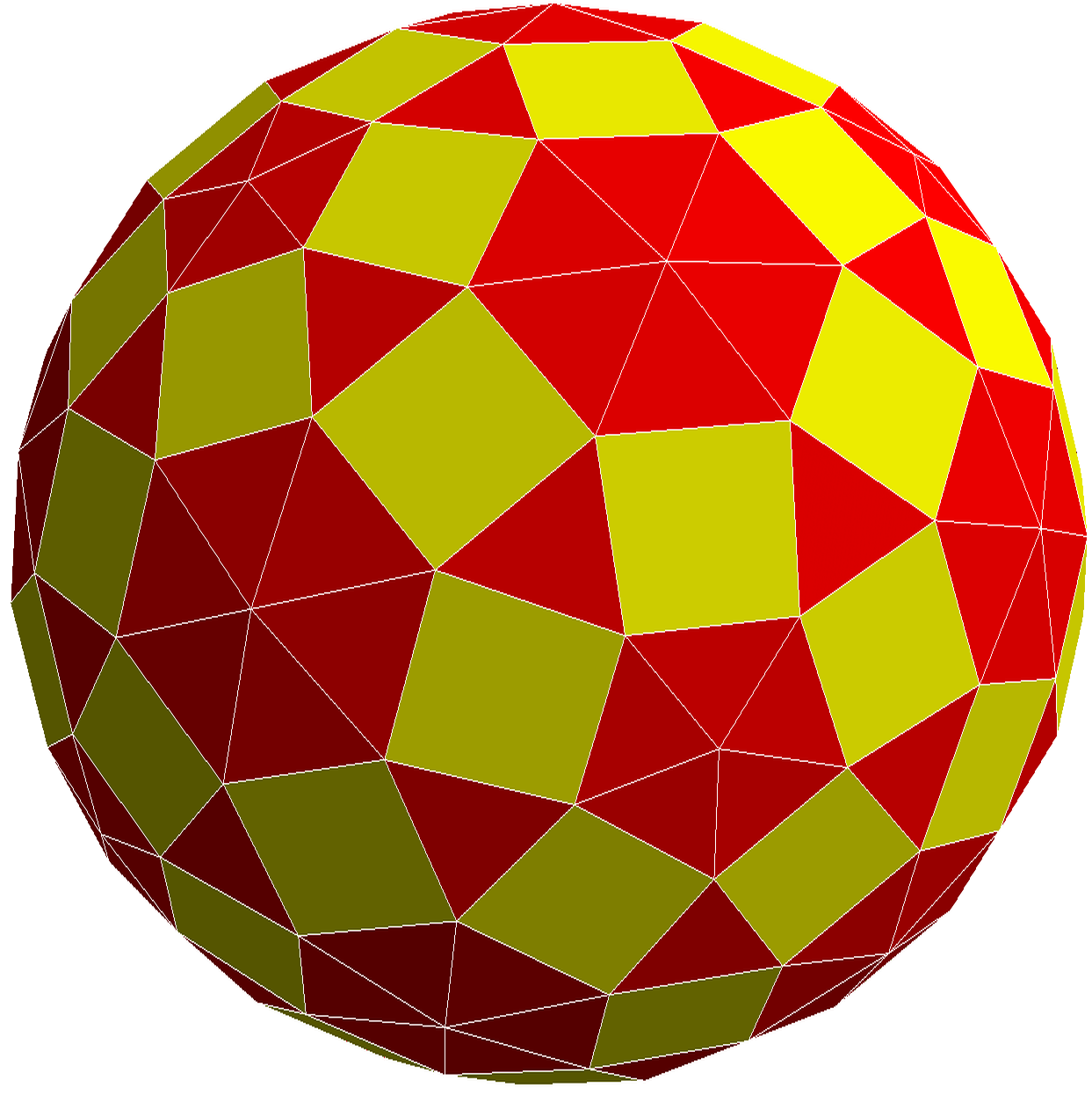
dqtI = k5k6etI (18e)
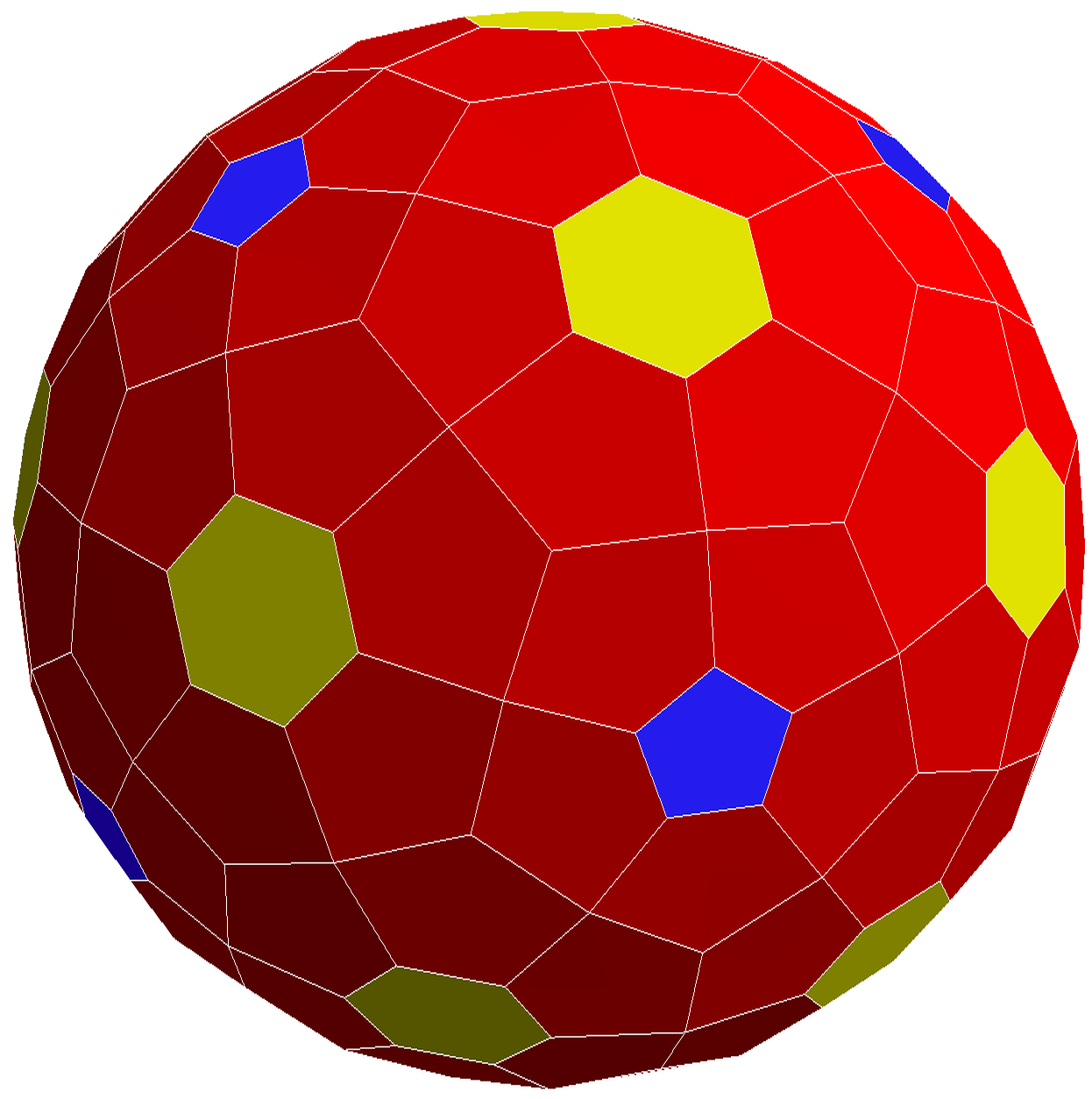
qtI = t5t6otI (18e)
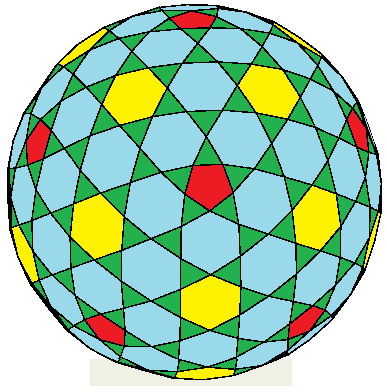
actI (24e)

### Geodetische en goldbergveelvlakken
|  |

|  |

Geodetische veelvlakken met volledige icosahedrale symmetrie worden aangeduid als {3,5+}m,n met gehele getallen {\displaystyle m} en {\displaystyle n}, en {\displaystyle m>0}, en {\displaystyle n=0} (klasse I) of {\displaystyle n=m} (klasse II). {\displaystyle T} is het triangulatiegetal, gegeven door {\displaystyle T=m^{2}+mn+n^{2}}, dus met {\displaystyle T=m^{2}} en {\displaystyle T=3m^{2}}. Ze kunnen worden geconstrueerd als in de figuur.
{3,5+}m,0 heeft {\displaystyle 10T+2=10m^{2}+2} hoekpunten,  {\displaystyle 30T=30m^{2}} ribben en {\displaystyle 20T=20m^{2}} zijvlakken.
{3,5+}m,m heeft {\displaystyle 10T+2=30m^{2}+6} hoekpunten, {\displaystyle 30T=90m^{2}} ribben en {\displaystyle 20T=60m^{2}} zijvlakken.
Bij de geodetische veelvlakken in klasse I bestaat de verbindingslijn tussen twee nabije 5-valente hoekpunten uit {\displaystyle m} ribben. In klasse II bevinden zich er {\displaystyle 2m} driehoeken tussen. {\displaystyle T} geeft aan met welke factor het aantal driehoeken wordt vermenigvuldigd ten opzichte van dat van het regelmatig twaalfvlak.
Er bestaan hiervan eenduidige duale veelvlakken, de goldbergveelvlakken, met vlakke zijvlakken en behoud van symmetrie. Ze worden aangeduid als {5+,3}m,n.
Er geldt dus:
{5+,3}m,0 heeft {\displaystyle 10T+2=10m^{2}+2} zijvlakken,  {\displaystyle 30T=30m^{2}} ribben en {\displaystyle 20T=20m^{2}} hoekpunten.
{5+,3}m,m heeft {\displaystyle 10T+2=30m^{2}+6} zijvlakken, {\displaystyle 30T=90m^{2}} ribben en {\displaystyle 20T=60m^{2}} hoekpunten.
Twee nabije vijfhoeken hebben bij de goldbergveelvlakken in klasse I hun zijden naar elkaar gekeerd, en ertussen bevinden zich {\displaystyle m-1} zeshoeken. Nabije vijfhoeken in klasse II hebben hun hoeken naar elkaar gekeerd, en er zijn langs de verbindingslijn {\displaystyle m} ribben en {\displaystyle m-1} zeshoeken, om en om.
{5+,3}1,0 is een regelmatig veelvlak en {5+,3}1,1 een archimedisch lichaam, de zeshoeken zijn dus regelmatig. Bij de overige goldbergveelvlakken zijn alle zeshoeken of een deel ervan onregelmatig: de zijden zijn wel even lang, maar de hoeken zijn niet gelijk. Zo heeft bijvoorbeeld {5+,3}2,0 zeshoeken met twee hoeken van 116,6°, die waar drie zeshoeken samenkomen, en vier van 121,7°.
Uit {3,5+}m,0 wordt {3,5+}km,0 geconstrueerd volgens de eerste rij afbeeldingen. Uit {3,5+}m,m wordt dit {3,5+}km,km. Uit {5+,3}m,0 wordt {3,5+}m,m geconstrueerd door 12 vijfhoeken te verdelen in elk vijf driehoeken en {\displaystyle 10(m^{2}-1)} zeshoeken in elk zes driehoeken, zodat er {\displaystyle 60m^{2}} driehoeken ontstaan. Uit {5+,3}m,m ontstaat zo {3,5+}2m,0.
Hieronder volgt een tabel met geselecteerde geodetische veelvlakken en bijbehorende goldbergveelvlakken met volledige icosahedrale symmetrie. De kolom Zijvlakkendriehoek geeft voor de geodetische veelvlakken de zijvlakken aan tussen drie nabije 5-valente hoekpunten. Voor de goldbergveelvlakken geven de hoekpunten van de gelijkzijdige driehoeken in de figuur de zijvlakken aan tussen en inclusief drie nabije vijfhoeken.
| m  | n  | {\displaystyle T} | Klasse | Hoekpunten (geodetisch) Zijvlakken (goldberg) {\displaystyle 10\ T+2} | Ribben {\displaystyle 30\ T} | Zijvlakken (geodetisch) Hoekpunten (goldberg) {\displaystyle 20\ T} | Zijvlakken- driehoek | Geodetisch      | Geodetisch     | Geodetisch | Goldberg                 | Goldberg      | Goldberg   |
| m  | n  | {\displaystyle T} | Klasse | Hoekpunten (geodetisch) Zijvlakken (goldberg) {\displaystyle 10\ T+2} | Ribben {\displaystyle 30\ T} | Zijvlakken (geodetisch) Hoekpunten (goldberg) {\displaystyle 20\ T} | Zijvlakken- driehoek | Symbolen        | Conway         | Afbeelding | Symbolen                 | Conway        | Afbeelding |
| -- | -- | ----------------- | ------ | --------------------------------------------------------------------- | ---------------------------- | ------------------------------------------------------------------- | -------------------- | --------------- | -------------- | ---------- | ------------------------ | ------------- | ---------- |
| 1  | 0  | 1                 | I      | 12                                                                    | 30                           | 20                                                                  |                      | {3,5} {3,5+}1,0 | I              |            | {5,3} {5+,3}1,0 GP5(1,0) | D             |            |
| 2  | 0  | 4                 | I      | 42                                                                    | 120                          | 80                                                                  |                      | {3,5+}2,0       | uI dcdI        |            | {5+,3}2,0 GP5(2,0)       | cD            |            |
| 3  | 0  | 9                 | I      | 92                                                                    | 270                          | 180                                                                 |                      | {3,5+}3,0       | xI ktI         |            | {5+,3}3,0 GP5(3,0)       | yD tkD        |            |
| 4  | 0  | 16                | I      | 162                                                                   | 480                          | 320                                                                 |                      | {3,5+}4,0       | uuI dccD       |            | {5+,3}4,0 GP5(4,0)       | c2D           |            |
| 5  | 0  | 25                | I      | 252                                                                   | 750                          | 500                                                                 |                      | {3,5+}5,0       | u5I u5I        |            | {5+,3}5,0 GP5(5,0)       | c5D           |            |
| 6  | 0  | 36                | I      | 362                                                                   | 1080                         | 720                                                                 |                      | {3,5+}6,0       | uxI dctkdI     |            | {5+,3}6,0 GP5(6,0)       | cyD ctkD      |            |
| 7  | 0  | 49                | I      | 492                                                                   | 1470                         | 980                                                                 |                      | {3,5+}7,0       | vI dwrwdI      |            | {5+,3}7,0 GP5(7,0)       | wD wrwD       |            |
| 8  | 0  | 64                | I      | 642                                                                   | 1920                         | 1280                                                                |                      | {3,5+}8,0       | u3I dcccdI     |            | {5+,3}8,0 GP5(8,0)       | cccD          |            |
| 9  | 0  | 81                | I      | 812                                                                   | 2430                         | 1620                                                                |                      | {3,5+}9,0       | xxI ktktI      |            | {5+,3}9,0 GP5(9,0)       | yyD tktkD     |            |
| 10 | 0  | 100               | I      | 1002                                                                  | 3000                         | 2000                                                                |                      | {3,5+}10,0      | uu5I uu5I      |            | {5+,3}10,0 GP5(10,0)     | cc5D          |            |
| 11 | 0  | 121               | I      | 1212                                                                  | 3630                         | 2420                                                                |                      | {3,5+}11,0      | u11I u11I      |            | {5+,3}11,0 GP5(11,0)     | c11D          |            |
| 12 | 0  | 144               | I      | 1442                                                                  | 4320                         | 2880                                                                |                      | {3,5+}12,0      | uuxD dcctkD    |            | {5+,3}12,0 GP5(12,0)     | ccyD cctkD    |            |
| 13 | 0  | 169               | I      | 1692                                                                  | 5070                         | 3380                                                                |                      | {3,5+}13,0      | u13I u13I      |            | {5+,3}13,0 GP5(13,0)     | c13D          |            |
| 14 | 0  | 196               | I      | 1962                                                                  | 5880                         | 3920                                                                |                      | {3,5+}14,0      | uvvI dcwwdI    |            | {5+,3}14,0 GP5(14,0)     | cwrwD         |            |
| 15 | 0  | 225               | I      | 2252                                                                  | 6750                         | 4500                                                                |                      | {3,5+}15,0      | u5xI u5ktI     |            | {5+,3}15,0 GP5(15,0)     | c5yD c5tkD    |            |
| 16 | 0  | 256               | I      | 2562                                                                  | 7680                         | 5120                                                                |                      | {3,5+}16,0      | dc4dI          |            | {5+,3}16,0 GP5(16,0)     | ccccD         |            |
| 1  | 1  | 3                 | II     | 32                                                                    | 90                           | 60                                                                  |                      | {3,5+}1,1       | kD             |            | {5+,3}1,1 GP5(1,1)       | yD ktD        |            |
| 2  | 2  | 12                | II     | 122                                                                   | 360                          | 240                                                                 |                      | {3,5+}2,2       | unI =dctI      |            | {5+,3}2,2 GP5(2,2)       | czD cdkD      |            |
| 3  | 3  | 27                | II     | 272                                                                   | 810                          | 540                                                                 |                      | {3,5+}3,3       | xnI ktkD       |            | {5+,3}3,3 GP5(3,3)       | yzD tkdkD     |            |
| 4  | 4  | 48                | II     | 482                                                                   | 1440                         | 960                                                                 |                      | {3,5+}4,4       | u2nI dcctI     |            | {5+,3}4,4 GP5(4,4)       | c2zD cctI     |            |
| 5  | 5  | 75                | II     | 752                                                                   | 2250                         | 1500                                                                |                      | {3,5+}5,5       | u5nI           |            | {5+,3}5,5 GP5(5,5)       | c5zD          |            |
| 6  | 6  | 108               | II     | 1082                                                                  | 3240                         | 2160                                                                |                      | {3,5+}6,6       | uxnI dctktI    |            | {5+,3}6,6 GP5(6,6)       | cyzD ctkdkD   |            |
| 7  | 7  | 147               | II     | 1472                                                                  | 4410                         | 2940                                                                |                      | {3,5+}7,7       | vnI dwrwtI     |            | {5+,3}7,7 GP5(7,7)       | wzD wrwdkD    |            |
| 8  | 8  | 192               | II     | 1922                                                                  | 5760                         | 3840                                                                |                      | {3,5+}8,8       | u3nI dccckD    |            | {5+,3}8,8 GP5(8,8)       | c3zD ccctI    |            |
| 9  | 9  | 243               | II     | 2432                                                                  | 7290                         | 4860                                                                |                      | {3,5+}9,9       | xxnI ktktkD    |            | {5+,3}9,9 GP5(9,9)       | yyzD tktktI   |            |
| 12 | 12 | 432               | II     | 4322                                                                  | 12960                        | 8640                                                                |                      | {3,5+}12,12     | uuxnI dccdktkD |            | {5+,3}12,12 GP5(12,12)   | ccyzD cckttI  |            |
| 14 | 14 | 588               | II     | 5882                                                                  | 17640                        | 11760                                                               |                      | {3,5+}14,14     | uvvnI dcwwkD   |            | {5+,3}14,14 GP5(14,14)   | cwwzD cwrwtI  |            |
| 16 | 16 | 768               | II     | 7682                                                                  | 23040                        | 15360                                                               |                      | {3,5+}16,16     | uuuunI dcccctI |            | {5+,3}16,16 GP5(16,16)   | cccczD cccctI |            |

### Fundamenteel domein

regelmatig twaalfvlak {5+,3}1,0
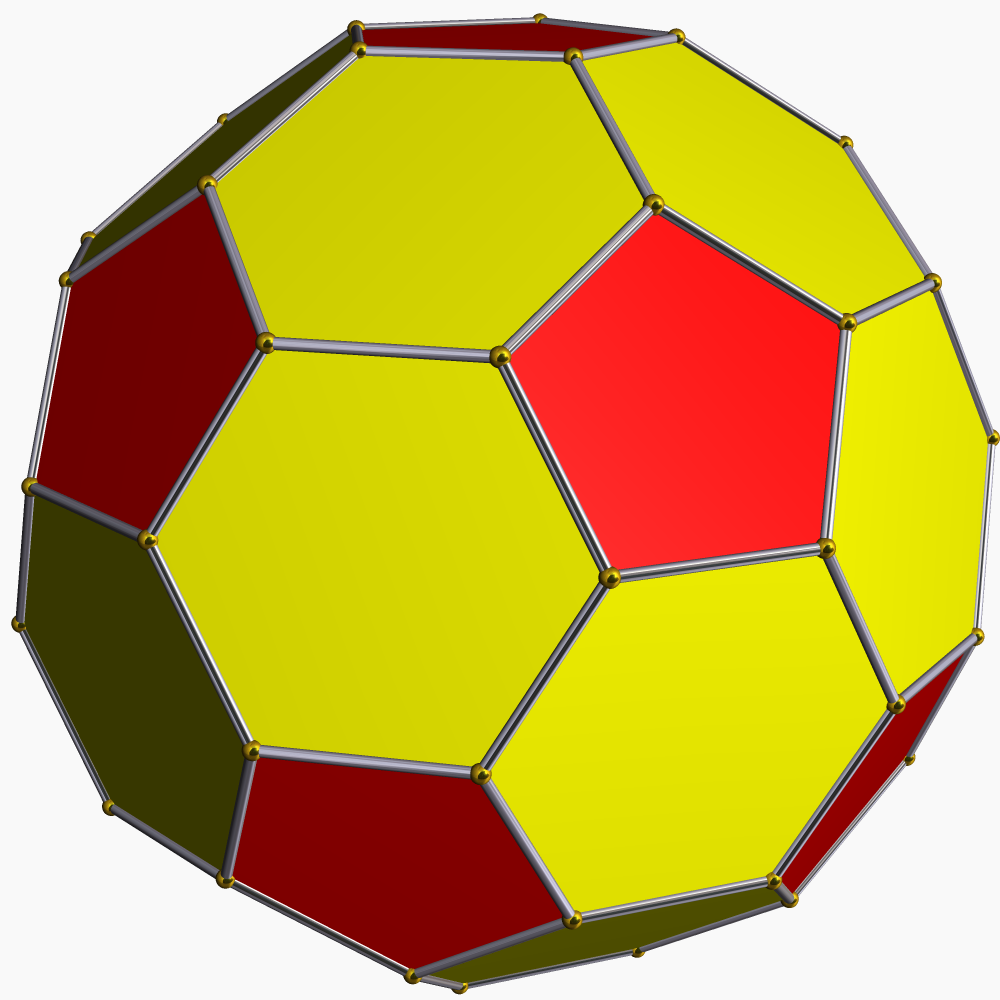
dkD=tI (3e) * afgeknotte icosaëder {5+,3}1,1
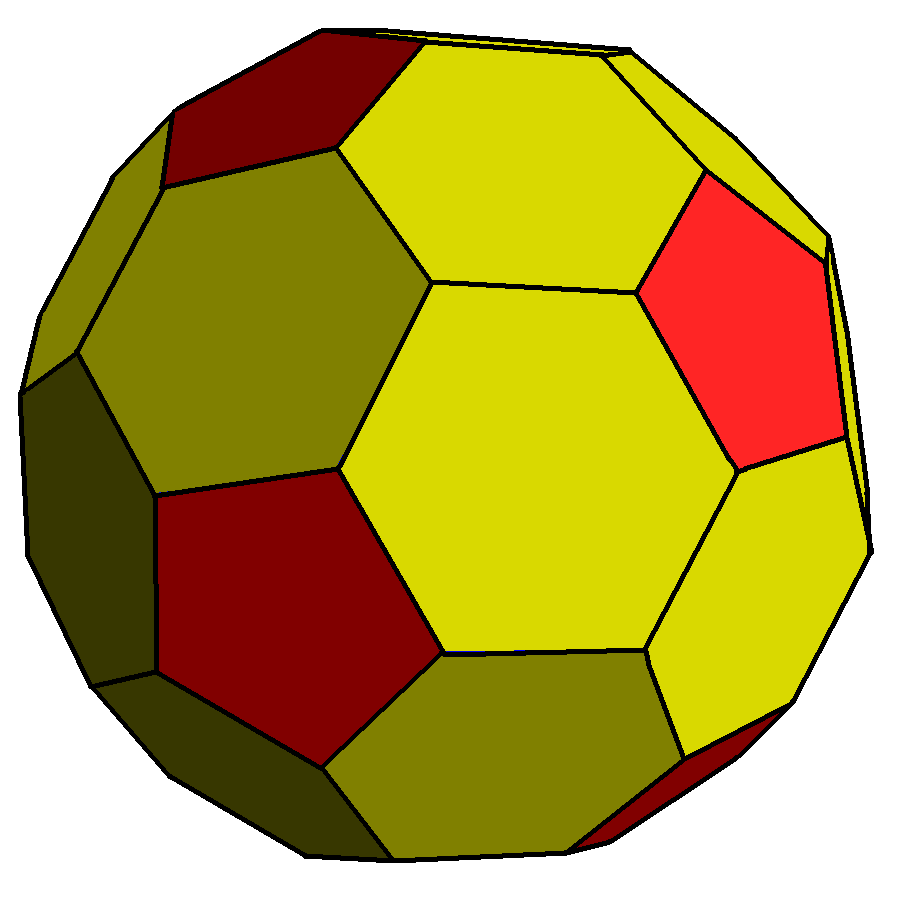
t5daD=cD (4e) * ribbe-afgeknotte dodecaëder {5+,3}2,0
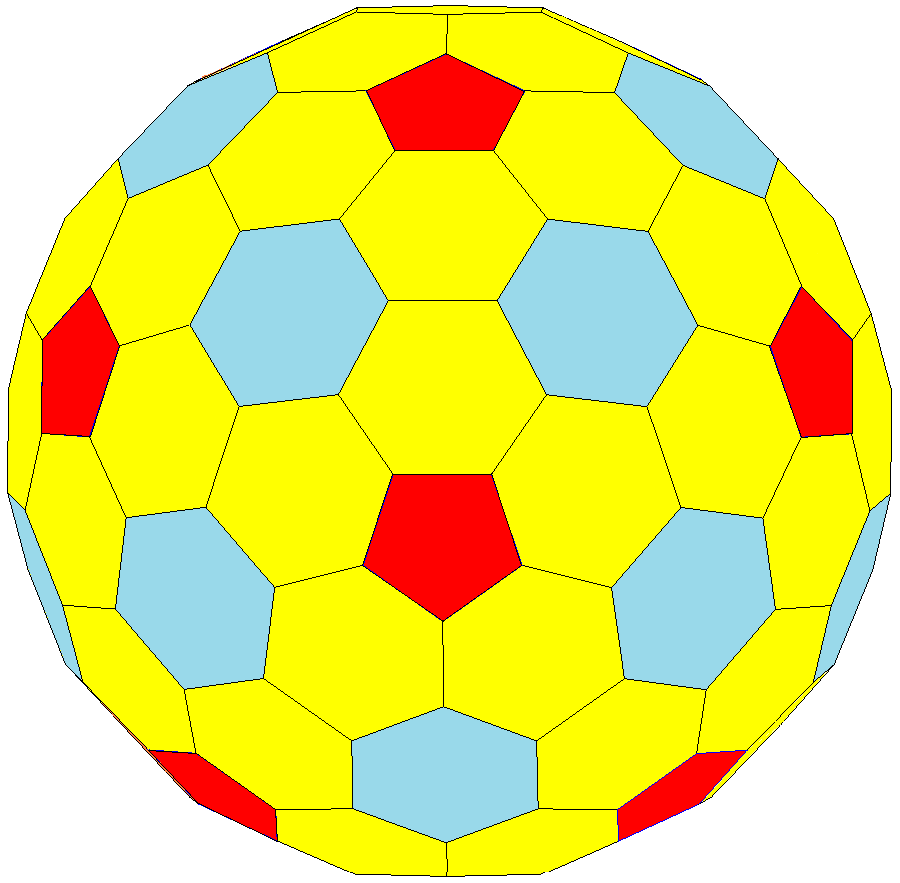
tkdD (9e) * afgeknotte pentakisdodecaëder {5+,3}3,0
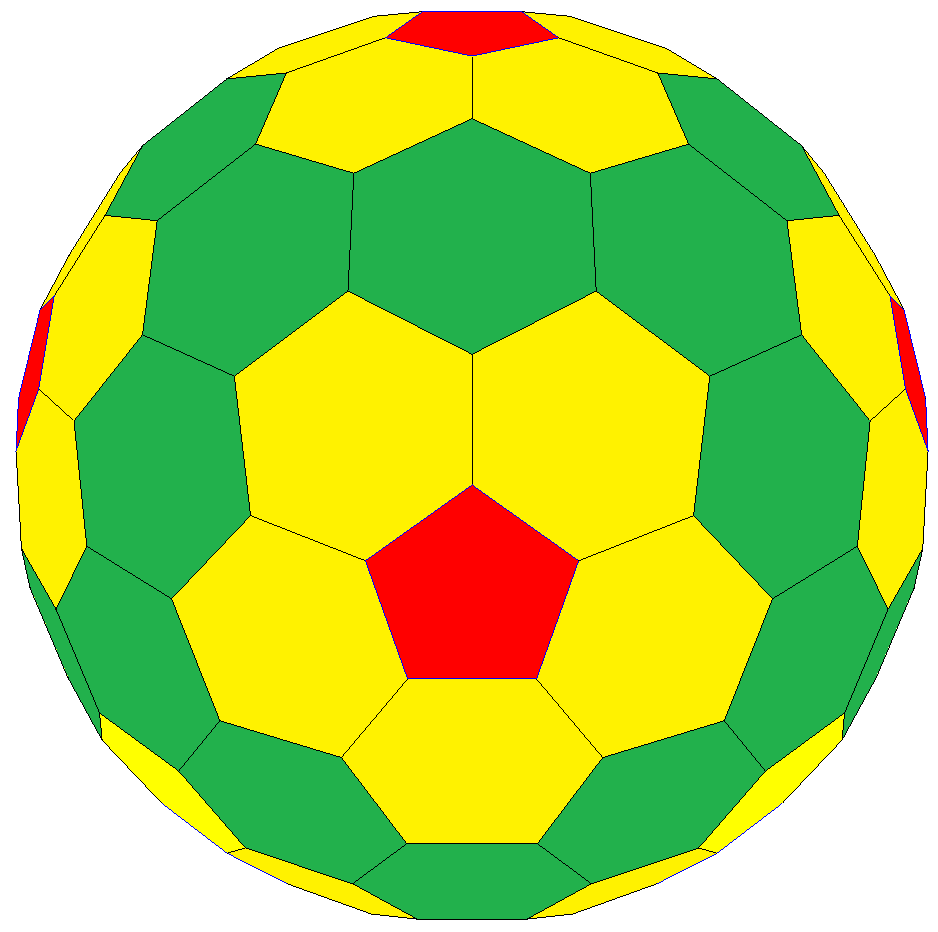
cdkD (12e) ribbe-afgeknotte afgeknotte icosaëder {5+,3}2,2
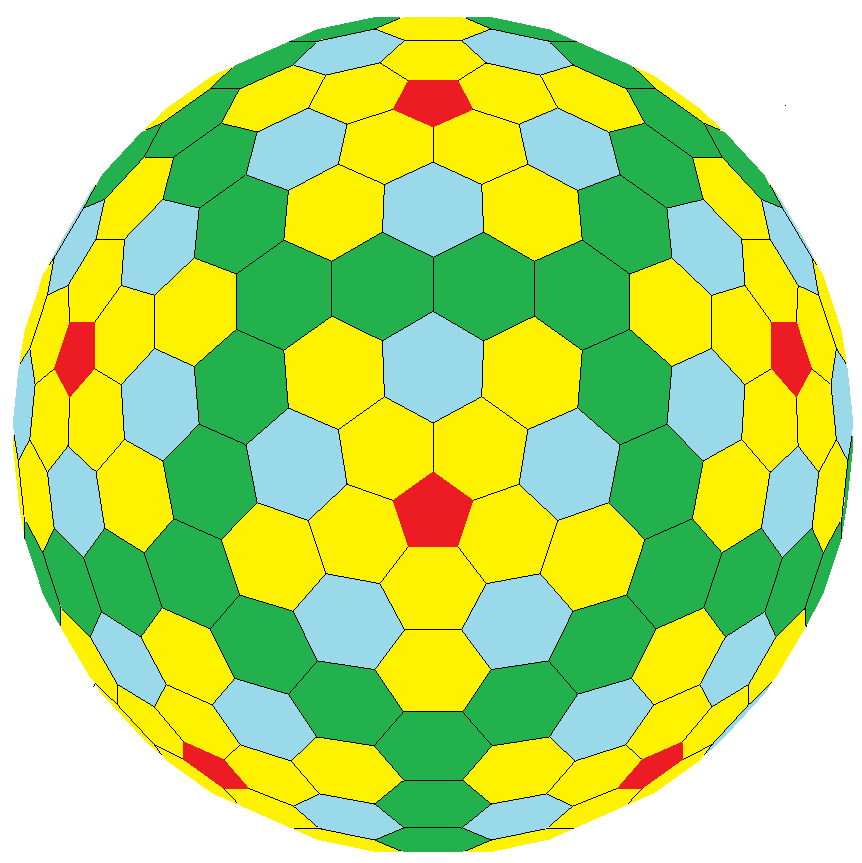
tktI (27e) {5+,3}3,3
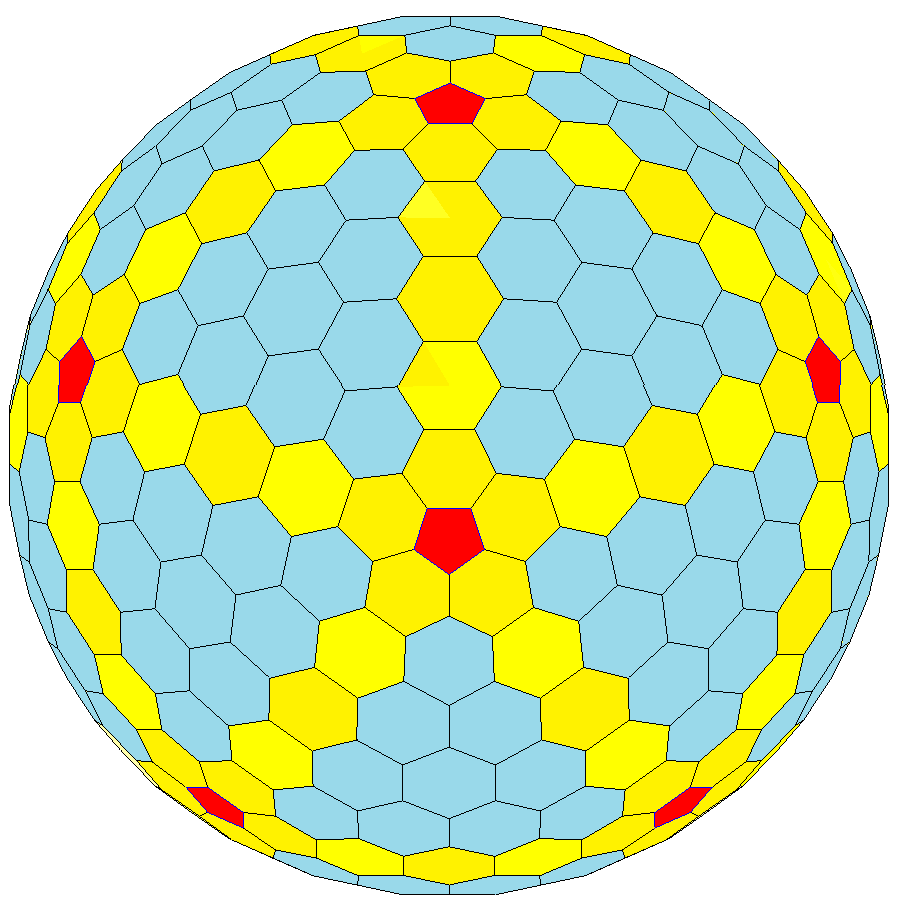
ctkD (36e) {5+,3}6,0

Het fundamentele domein is de driehoek tussen nabije assen met orde 2, 3 en 5, dit is 1/120 deel van het veelvlak. Als illustratie van het bepalen van het aantal zijvlakken enzovoort door die in het fundamenteel domein te tellen, ook bij andere veelvlakken met volledige icosahedrale symmetrie, wordt dit hier gedaan bij de afgebeelde selectie goldbergveelvlakken.
Het fundamenteel domein bevat altijd 1/10 vijfhoek en verder:
bij een regelmatig twaalfvlak niets, bij een afgeknotte icosaëder een vliegervormige 1/6 zeshoek, bij een ribbe-afgeknotte dodecaëder 1/4 zeshoek, bij een afgeknotte pentakisdodecaëder een vijfhoekige 1/2 zeshoek en een driehoekige 1/6 zeshoek, bij een ribbe-afgeknotte afgeknotte icosaëder een vijfhoekige 1/2 zeshoek, 1/4 zeshoek en een driehoekige 1/6 zeshoek, bij tktI vier vijfhoekige halve zeshoeken en een vliegervormige 1/6 zeshoek, bij ctkD een hele zeshoek, drie vijfhoekige halve zeshoeken, 1/4 zeshoek en een vliegervormige 1/6 zeshoek. Het hele veelvlak heeft dus steeds 12 vijfhoeken en resp. 0, 20, 30, 80, 110, 260 en 350 zeshoeken.
Op dezelfde manier kan het aantal hoekpunten bepaald worden, maar dan telt een hoekpunt wel slechts mee voor een gedeelte dat correspondeert met het aantal exemplaren van het fundamenteel domein waar het aan grenst (1, 2, 4, 6 of 10). Zo gerekend is het aantal hoekpunten in het fundamenteel domein resp. 1/6, 1/2, 2/3, 1 1/2, 2, 4 1/2 en 6, en in totaal dus resp. 20, 60, 80, 180, 240, 540 en 720. Evenzo telt bij het bepalen van het aantal ribben in het fundamenteel domein een gedeeltelijk ribbe slechts voor dat deel, en bovendien gehalveerd als deze langs de rand van het fundamenteel domein loopt. De formule van Euler voor veelvlakken kan worden gebruikt om de berekeningen te beperken of te controleren. Een en ander gaat bij een andere symmetrie op dezelfde manier.
Recapitulerend ter vergelijking:

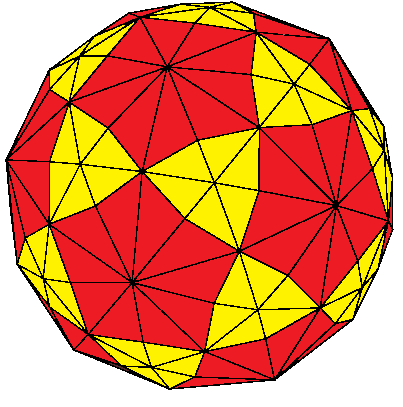

Bij {5+,3}m,0 hebben twee nabije vijfhoeken hun zijden naar elkaar gekeerd, en bevinden zich er {\displaystyle m-1} zeshoeken tussen. Het heeft 12 vijfhoeken en {\displaystyle 10(m^{2}-1)} zeshoeken, {\displaystyle 30m^{2}} ribben en {\displaystyle 20m^{2}} hoekpunten.
Bij {5+,3}m,m hebben nabije vijfhoeken hun hoeken naar elkaar gekeerd, en zijn er langs de verbindingslijn {\displaystyle m} ribben en {\displaystyle m-1} zeshoeken. Het heeft 12 vijfhoeken en {\displaystyle 10(3m^{2}-1)} zeshoeken, {\displaystyle 90m^{2}} ribben en {\displaystyle 60m^{2}} hoekpunten.
Als bij de afgebeelde figuur met volledige icosahedrale symmetrie lijnen slechts worden opgevat als verdeling in de 120 fundamentele domeinen dan zijn er per stuk 1/10 tienhoek en 1/6 zeshoek, als het ribben zijn dan zijn er per fundamenteel domein een rode en een gele driehoek. Het hele oppervlak heeft dus respectievelijk 12 tienhoeken en 20 zeshoeken (gekromd) of 120 rode en 120 gele driehoeken. Per fundamenteel domein zijn er respectievelijk 1 en 3 ribben, dus in totaal respectievelijk 120 en 360. Per fundamenteel domein zijn er respectievelijk 3/4 en 61/60 hoekpunten, dus in totaal respectievelijk 90 en 122.

## Veelvlakken met chirale icosahedrale symmetrie

### Twee chirale archimedische lichamen
Er zijn twee archimedische lichamen met chirale icosahedrale symmetrie. Ze zijn elkaars spiegelbeeld.
| Naam (hoekpuntconfiguratie)                                                      | Afbeelding | Openvouwing | Vlakken | Soort vlakken               | Ribben | Hoekpunten | Symmetriegroep    |
| -------------------------------------------------------------------------------- | ---------- | ----------- | ------- | --------------------------- | ------ | ---------- | ----------------- |
| stompe dodecaëder of afgeknotte icosidodecaëder met 2 chirale vormen (3.3.3.3.5) | Animatie   |             | 92      | 80 driehoeken 12 vijfhoeken | 150    | 60         | {\displaystyle I} |

### Twee chirale catalanlichamen
Er zijn twee catalanlichamen met chirale icosahedrale symmetrie. Ze zijn elkaars spiegelbeeld. Hieronder wordt er één getoond.
| naam                      | afbeelding | archimedisch lichaam | openvouwing | vlakken                                                                          | ribben                     | hoekpunten | symmetriegroep    |
| ------------------------- | ---------- | -------------------- | ----------- | -------------------------------------------------------------------------------- | -------------------------- | ---------- | ----------------- |
| vijfhoekige hexacontaëder | Animatie   | stompe dodecaëder    |             | 60 vliegerachtige spiegelsymmetrische vijfhoeken met 4 gelijke hoeken V3.3.3.3.5 | 150 (60 lange en 90 korte) | 92         | {\displaystyle I} |

### Chirale conwayveelvlakken

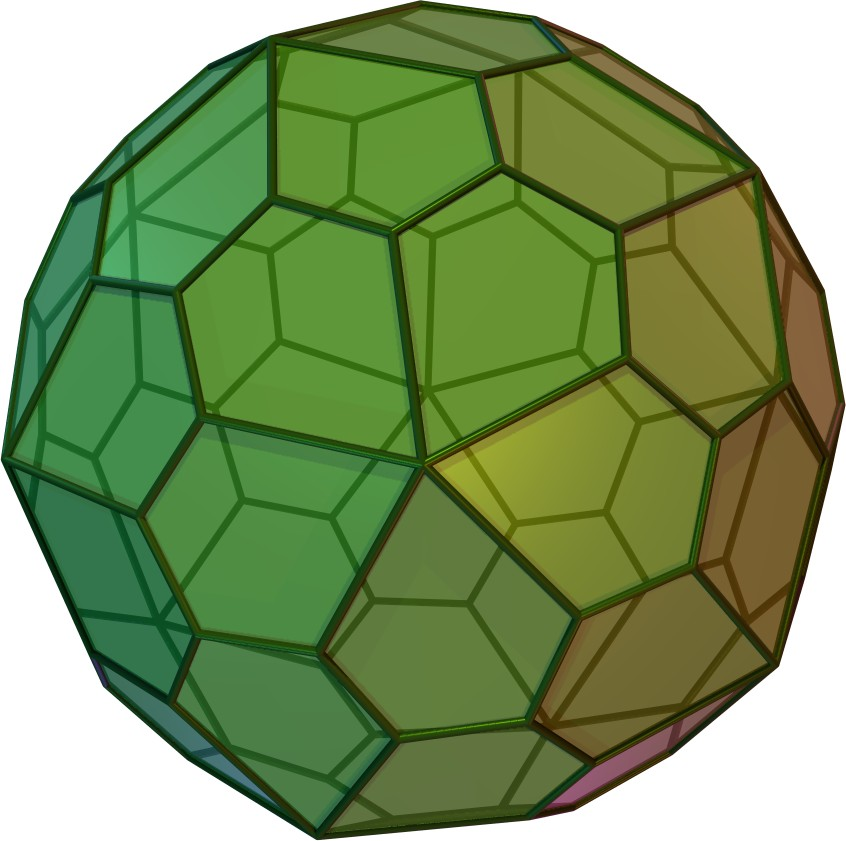
dsD (5e)
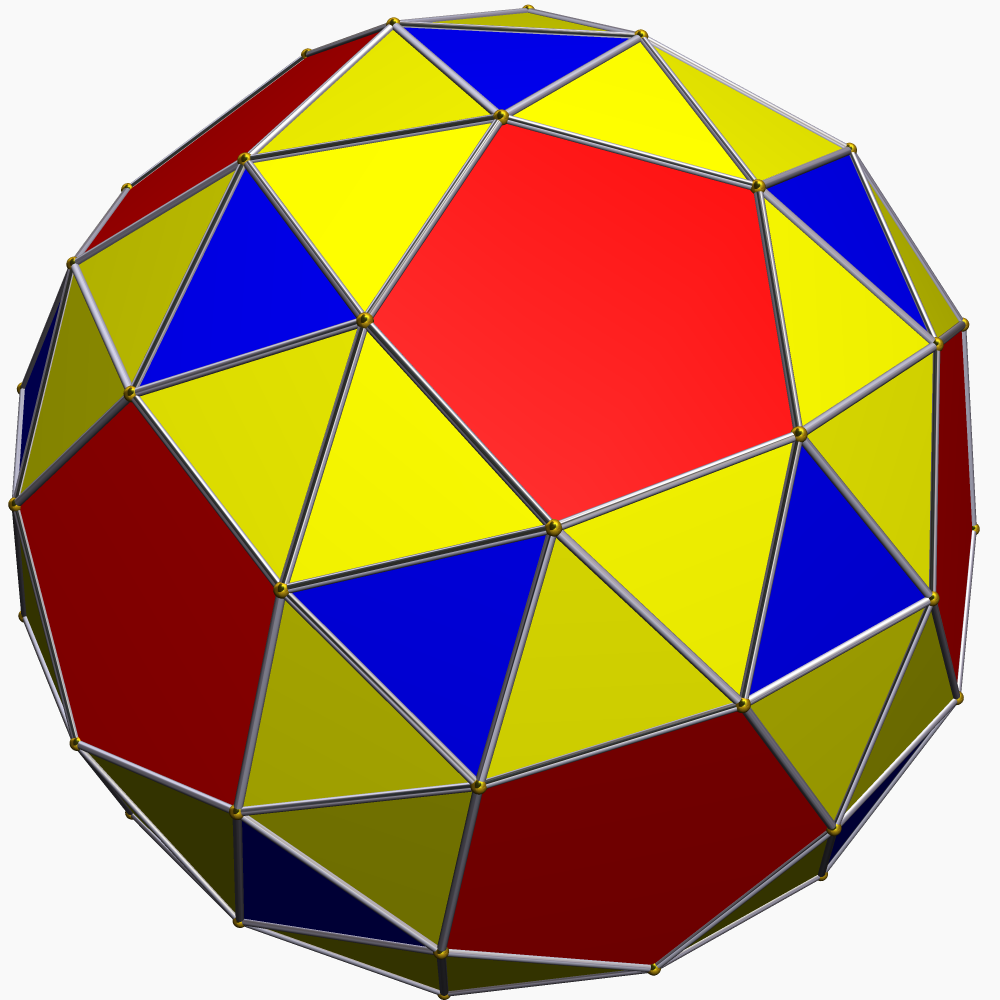
sD (5e)
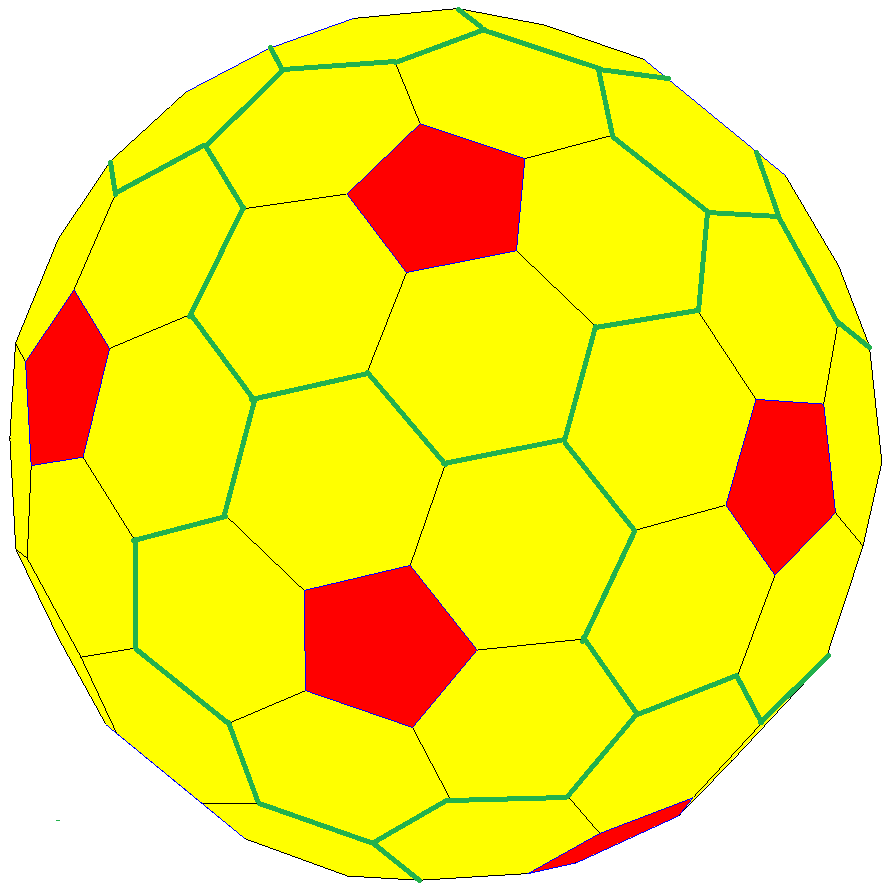
wD (7e)
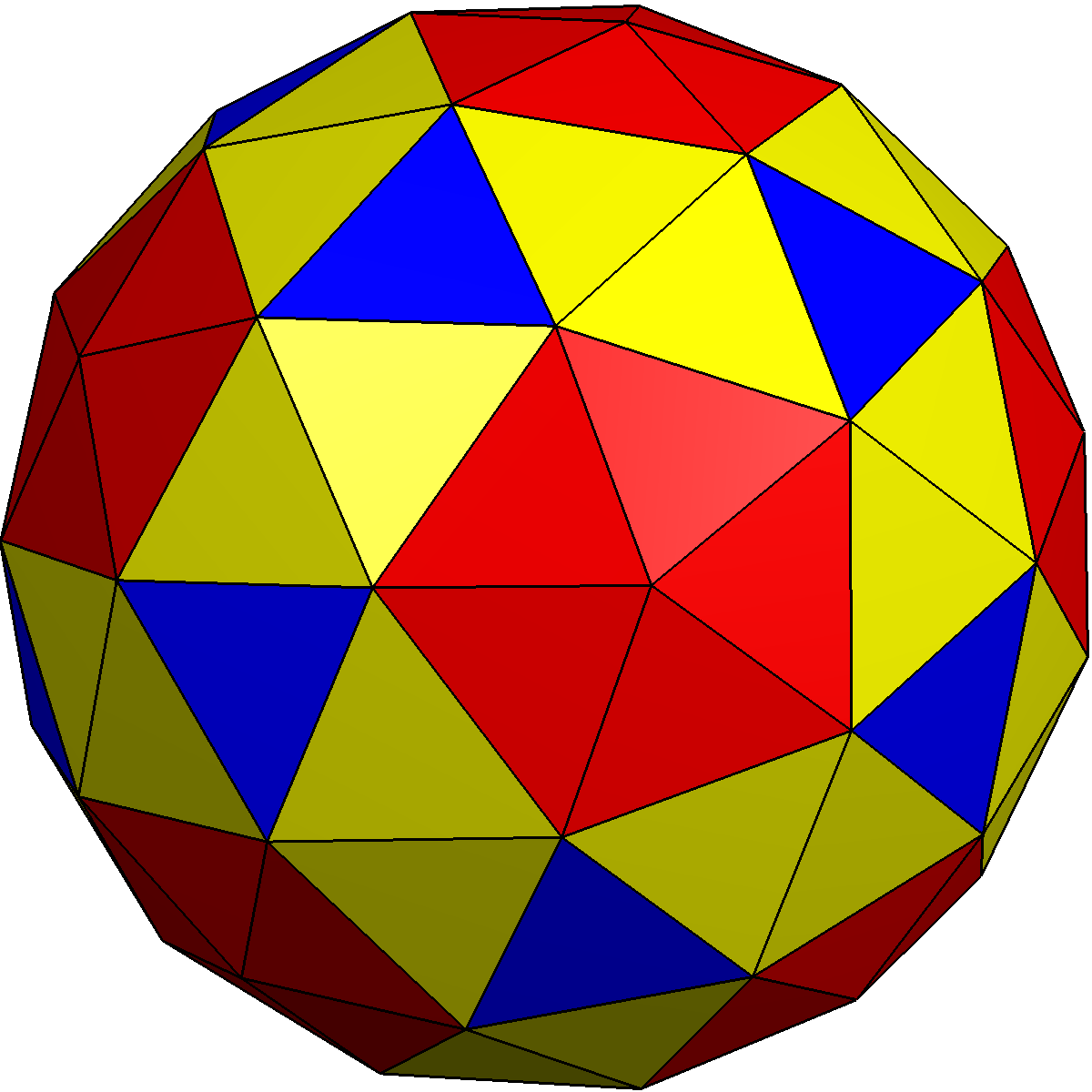
k5sD (7e)
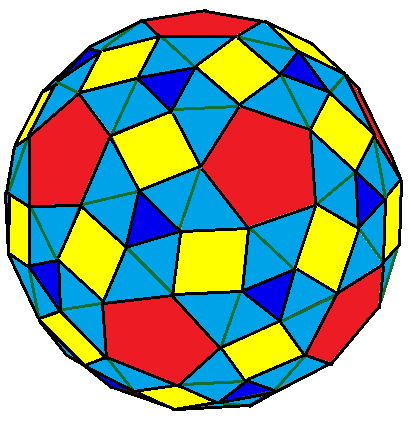
saD (10e)
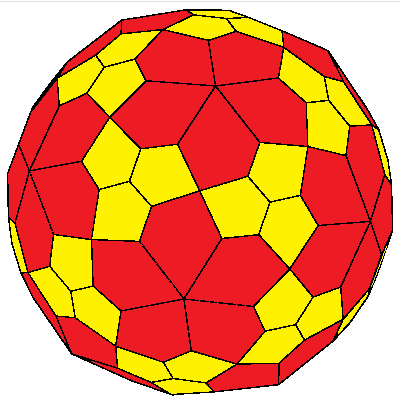
saD (10e)
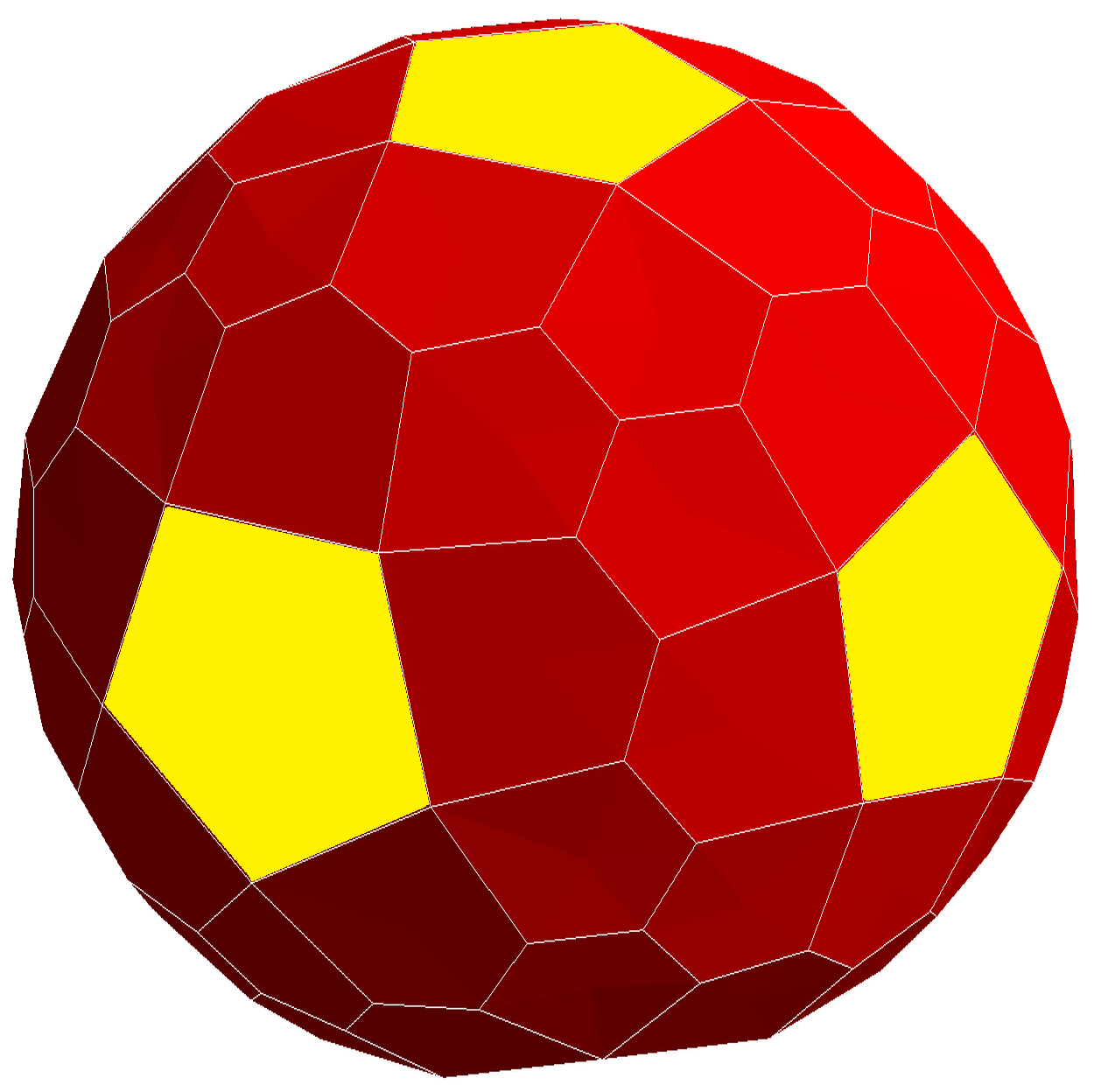
g3D (11e)
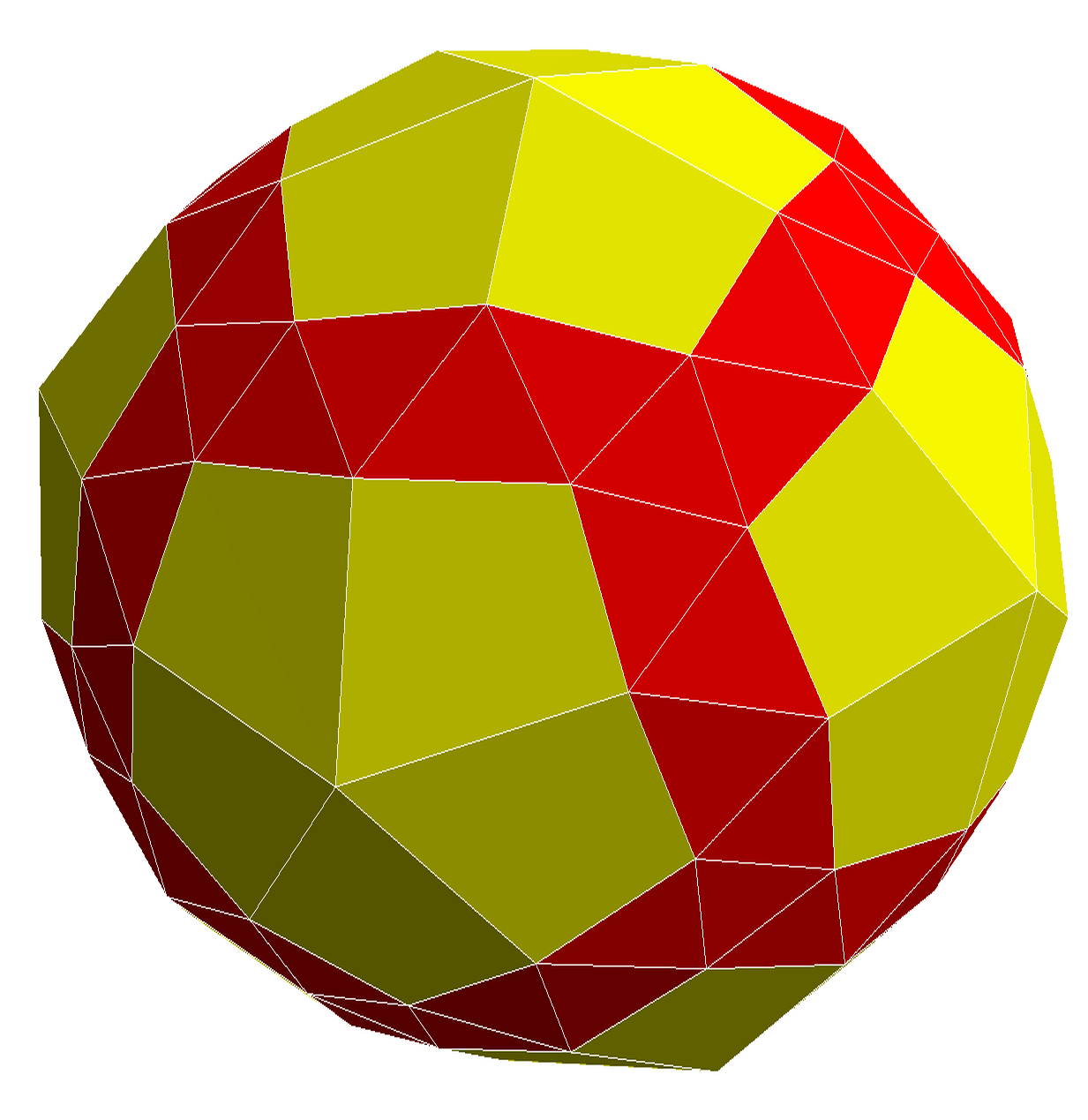
s3D (11e)
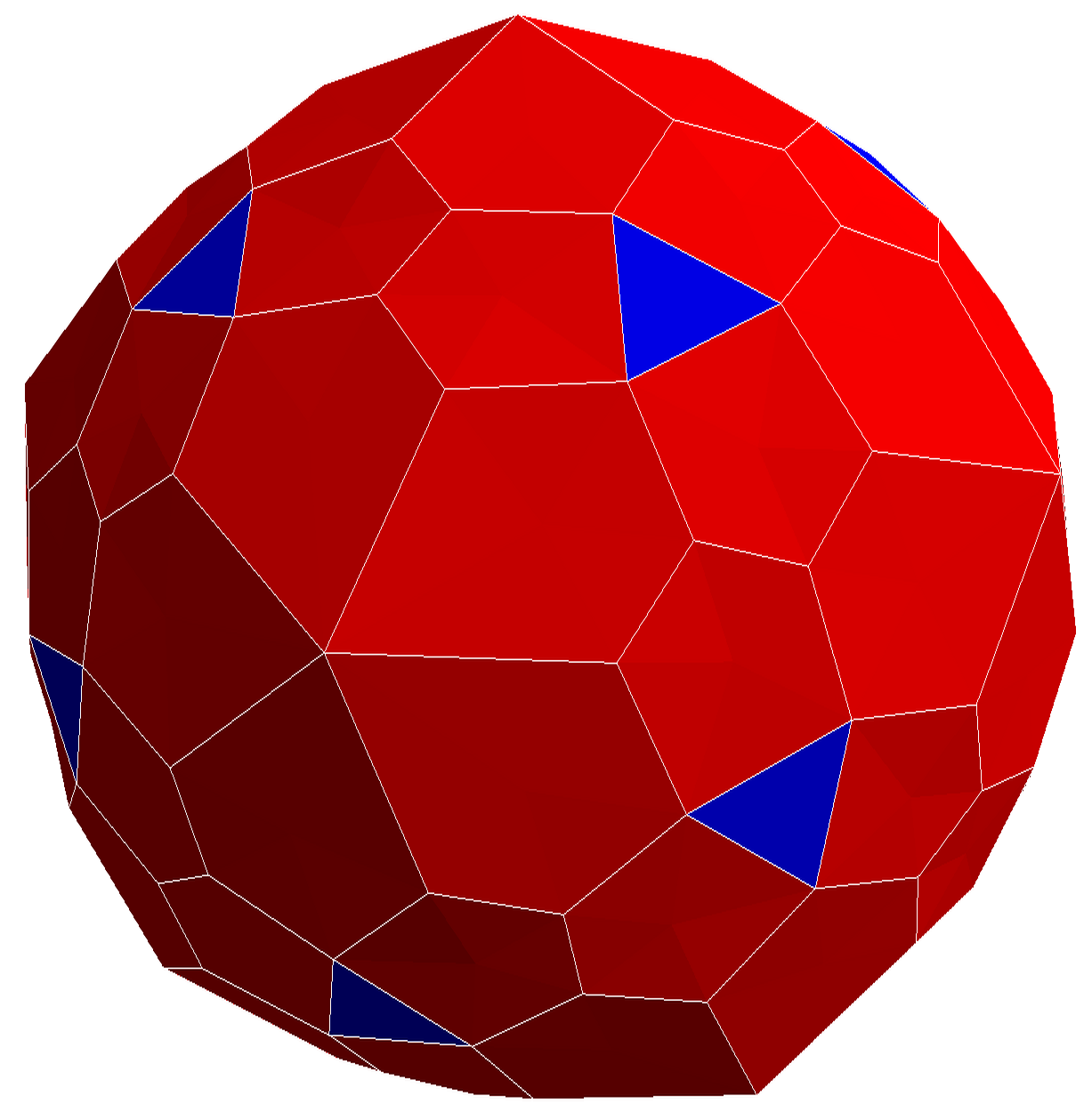
g3I (11e)
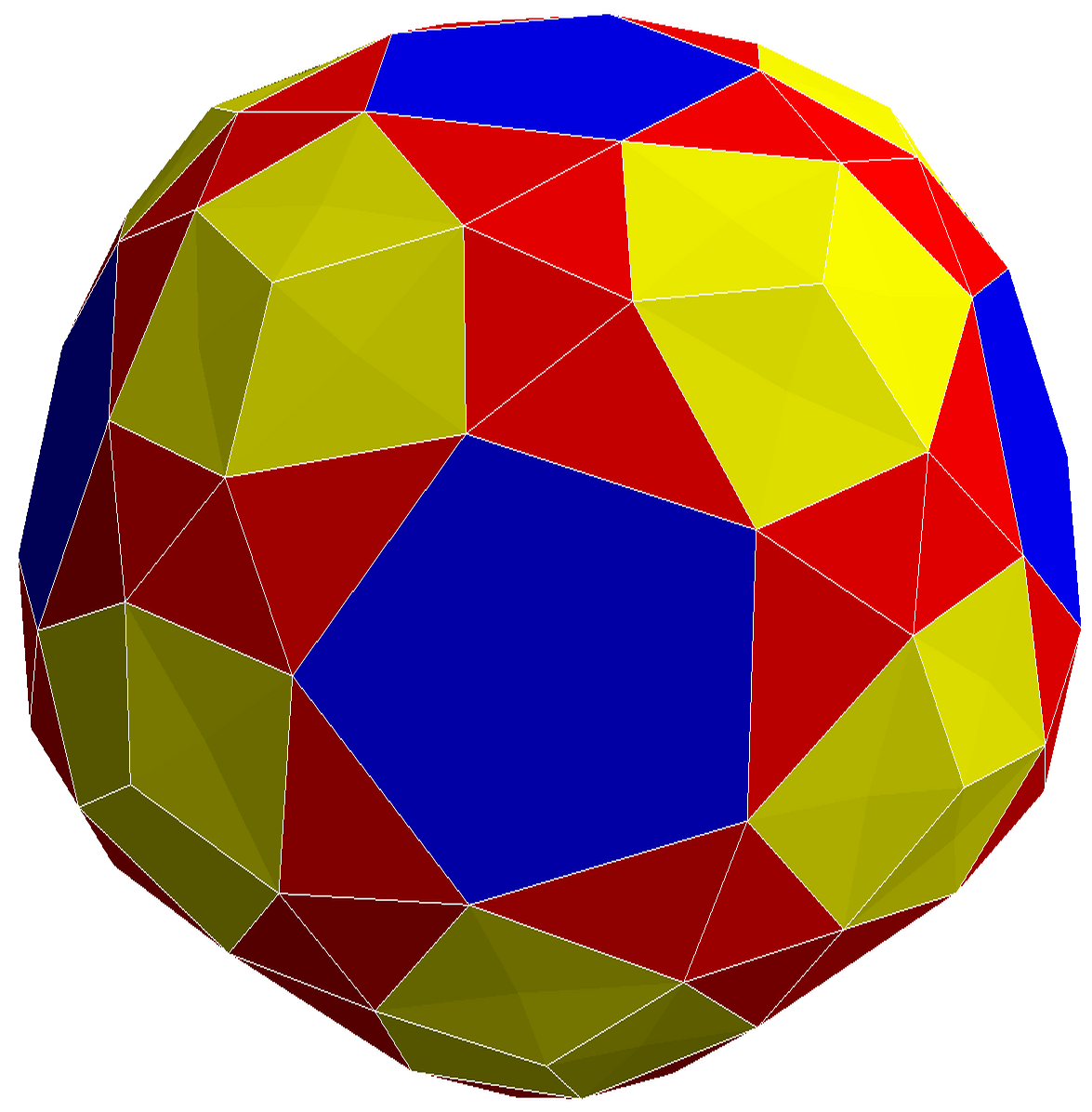
s3I (11e)
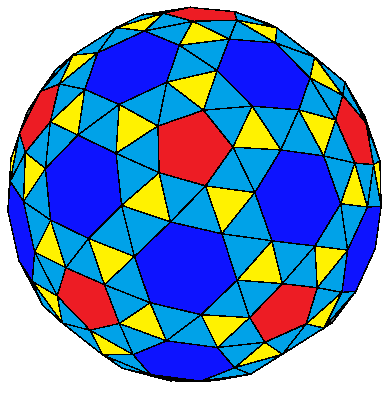
stI (15e)
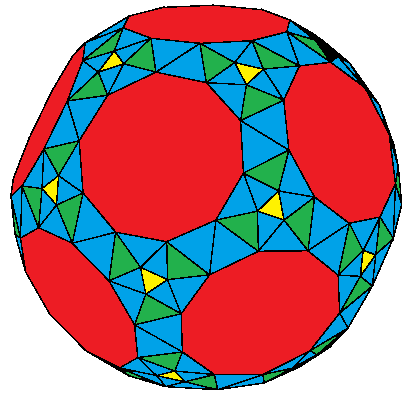
stD (15e)
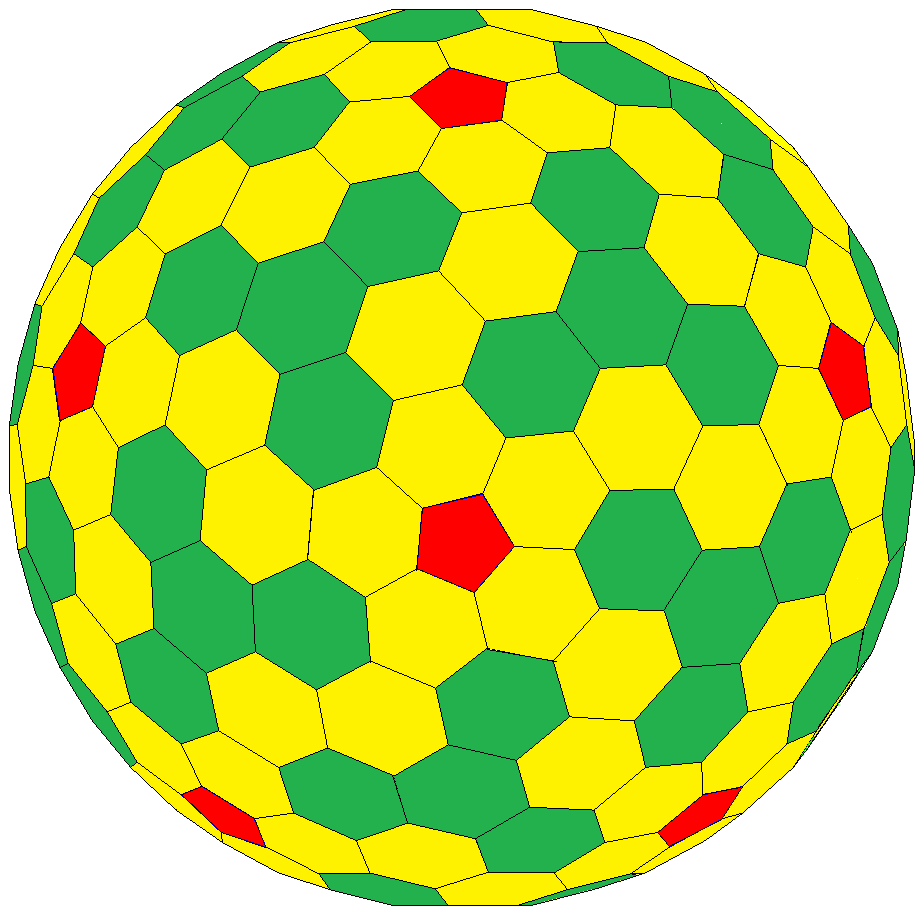
wtI (21e)
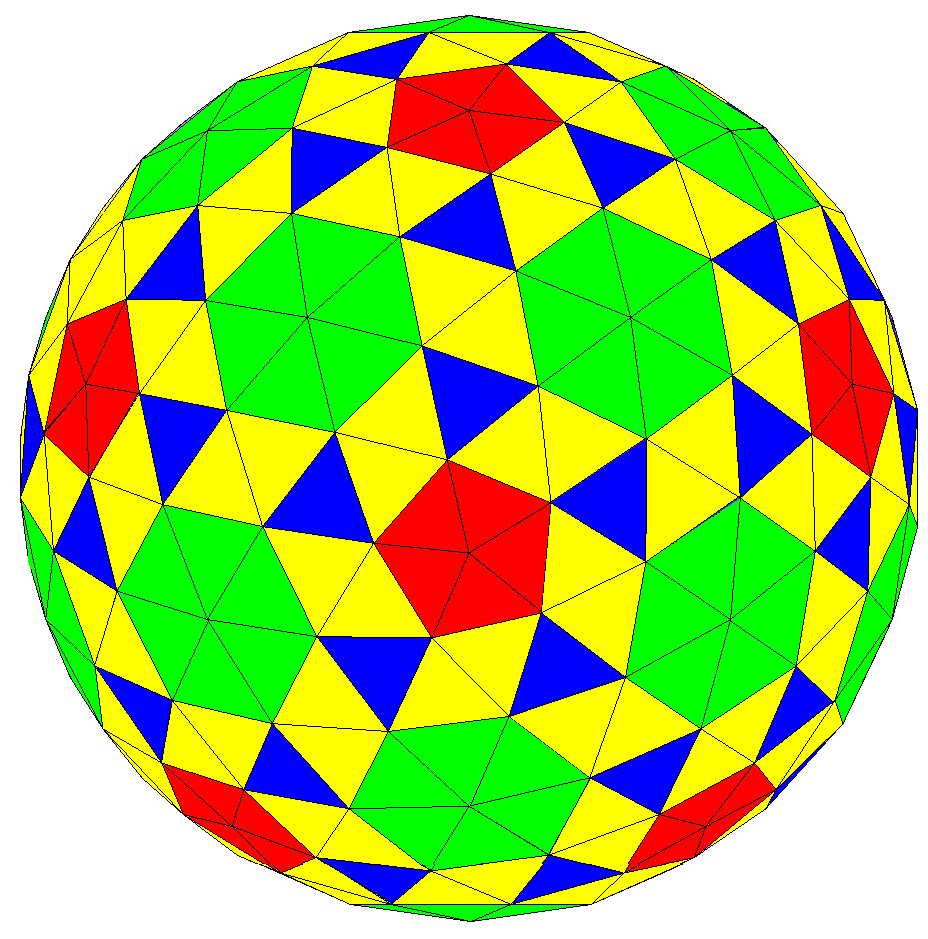
k5k6stI (21e)

### Chirale geodetische en goldbergveelvlakken
Geodetische veelvlakken met chirale icosahedrale symmetrie worden aangeduid als {3,5+}m,n en {5+,3}m,n met gehele getallen {\displaystyle m,n\geq 1}, en {\displaystyle m\neq n} (klasse III). Verwisselen van {\displaystyle m} en {\displaystyle n} geeft de gespiegelde versie. {\displaystyle T} is het triangulatiegetal, gegeven door {\displaystyle T=m^{2}+mn+n^{2}}.
Er bestaan hiervan eenduidige duale veelvlakken, de goldbergveelvlakken, met vlakke zijvlakken en behoud van symmetrie. Ze worden aangeduid als {5+,3}m,n.
Bij de goldbergveelvlakken zijn alle zeshoeken of een deel ervan onregelmatig: de zijden zijn wel even lang, maar de hoeken zijn niet gelijk.
Hieronder volgt een tabel met geselecteerde geodetische veelvlakken en bijbehorende goldbergveelvlakken met chirale icosahedrale symmetrie, met van enantiomorfe paren steeds maar een van de twee, met {\displaystyle m>n}. De kolom Zijvlakkendriehoek geeft voor de geodetische veelvlakken de zijvlakken aan tussen drie nabije 5-valente hoekpunten. Voor de goldbergveelvlakken geven de hoekpunten van de gelijkzijdige driehoeken in de figuur de zijvlakken aan tussen (en inclusief) drie nabije vijfhoeken.
| m  | n  | {\displaystyle T} | Klasse | Hoekpunten (geodetisch) Zijvlakken (goldberg) {\displaystyle 10\ T+2} | Ribben {\displaystyle 30\ T} | Zijvlakken (geodetisch) Hoekpunten (goldberg) {\displaystyle 20\ T} | Zijvlakken- driehoek | Geodetisch  | Geodetisch    | Geodetisch | Goldberg               | Goldberg     | Goldberg   |
| m  | n  | {\displaystyle T} | Klasse | Hoekpunten (geodetisch) Zijvlakken (goldberg) {\displaystyle 10\ T+2} | Ribben {\displaystyle 30\ T} | Zijvlakken (geodetisch) Hoekpunten (goldberg) {\displaystyle 20\ T} | Zijvlakken- driehoek | Symbolen    | Conway        | Afbeelding | Symbolen               | Conway       | Afbeelding |
| -- | -- | ----------------- | ------ | --------------------------------------------------------------------- | ---------------------------- | ------------------------------------------------------------------- | -------------------- | ----------- | ------------- | ---------- | ---------------------- | ------------ | ---------- |
| 2  | 1  | 7                 | III    | 72                                                                    | 210                          | 140                                                                 |                      | {3,5+}2,1   | vI dwD        |            | {5+,3}2,1 GP5(2,1)     | wD           |            |
| 3  | 1  | 13                | III    | 132                                                                   | 390                          | 260                                                                 |                      | {3,5+}3,1   | v3,1I         |            | {5+,3}3,1 GP5(3,1)     | w3,1D        |            |
| 3  | 2  | 19                | III    | 192                                                                   | 570                          | 380                                                                 |                      | {3,5+}3,2   | v3I           |            | {5+,3}3,2 GP5(3,2)     | w3D          |            |
| 4  | 1  | 21                | III    | 212                                                                   | 630                          | 420                                                                 |                      | {3,5+}4,1   | dwtI          |            | {5+,3}4,1 GP5(4,1)     | wkI          |            |
| 4  | 2  | 28                | III    | 282                                                                   | 840                          | 560                                                                 |                      | {3,5+}4,2   | vnI dwtI      |            | {5+,3}4,2 GP5(4,2)     | wdkD         |            |
| 4  | 3  | 37                | III    | 372                                                                   | 1110                         | 740                                                                 |                      | {3,5+}4,3   | v4I           |            | {5+,3}4,3 GP5(4,3)     | w4D          |            |
| 5  | 1  | 31                | III    | 312                                                                   | 930                          | 620                                                                 |                      | {3,5+}5,1   | u5,1I         |            | {5+,3}5,1 GP5(5,1)     | w5,1D        |            |
| 5  | 2  | 39                | III    | 392                                                                   | 1170                         | 780                                                                 |                      | {3,5+}5,1   | u5,1I         |            | {5+,3}5,1 GP5(5,1)     | w5,1D        |            |
| 5  | 3  | 49                | III    | 492                                                                   | 1470                         | 980                                                                 |                      | {3,5+}5,3   | vvI dwwD      |            | {5+,3}5,3 GP5(5,3)     | wwD          |            |
| 6  | 2  | 52                | III    | 522                                                                   | 1560                         | 1040                                                                |                      | {3,5+}6,2   | v3,1uI        |            | {5+,3}6,2 GP5(6,3)     | w3,1cD       |            |
| 6  | 3  | 63                | III    | 632                                                                   | 1890                         | 1260                                                                |                      | {3,5+}6,3   | vxI dwdktI    |            | {5+,3}6,3 GP5(6,3)     | wyD wtkD     |            |
| 8  | 2  | 84                | III    | 842                                                                   | 2520                         | 1680                                                                |                      | {3,5+}8,2   | vunI dwctI    |            | {5+,3}8,2 GP5(8,2)     | wczD wcdkD   |            |
| 8  | 4  | 112               | III    | 1122                                                                  | 3360                         | 2240                                                                |                      | {3,5+}8,4   | vuuI dwccD    |            | {5+,3}8,4 GP5(8,4)     | wccD         |            |
| 11 | 2  | 147               | III    | 1472                                                                  | 4410                         | 2940                                                                |                      | {3,5+}11,2  | vvnI dwwtI    |            | {5+,3}11,2 GP5(11,2)   | wwzD         |            |
| 12 | 3  | 189               | III    | 1892                                                                  | 5670                         | 3780                                                                |                      | {3,5+}12,3  | vxnI dwtktktI |            | {5+,3}12,3 GP5(12,3)   | wyzD wtktI   |            |
| 10 | 6  | 196               | III    | 1962                                                                  | 5880                         | 3920                                                                |                      | {3,5+}10,6  | vvuI dwwcD    |            | {5+,3}10,6 GP5(10,6)   | wwcD         |            |
| 12 | 6  | 252               | III    | 2522                                                                  | 7560                         | 5040                                                                |                      | {3,5+}12,6  | vxuI dwdktcI  |            | {5+,3}12,6 GP5(12,6)   | cywD wctkD   |            |
| 16 | 4  | 336               | III    | 3362                                                                  | 10080                        | 6720                                                                |                      | {3,5+}16,4  | vuunI dwdckD  |            | {5+,3}16,4 GP5(16,4)   | wcczD wcctI  |            |
| 14 | 7  | 343               | III    | 3432                                                                  | 10290                        | 6860                                                                |                      | {3,5+}14,7  | vvI dwrwwD    |            | {5+,3}14,7 GP5(14,7)   | wwD wrwwD    |            |
| 15 | 9  | 441               | III    | 4412                                                                  | 13230                        | 8820                                                                |                      | {3,5+}15,9  | vvxI dwwtkD   |            | {5+,3}15,9 GP5(15,9)   | wwxD wwtkD   |            |
| 16 | 8  | 448               | III    | 4482                                                                  | 13440                        | 8960                                                                |                      | {3,5+}16,8  | vuuuI dwcccD  |            | {5+,3}16,8 GP5(16,8)   | wcccD        |            |
| 18 | 1  | 343               | III    | 3432                                                                  | 10290                        | 6860                                                                |                      | {3,5+}18,1  | vvvI dwwwD    |            | {5+,3}18,1 GP5(18,1)   | wwwD         |            |
| 18 | 9  | 567               | III    | 5672                                                                  | 17010                        | 11340                                                               |                      | {3,5+}18,9  | vxxI dwtktkD  |            | {5+,3}18,9 GP5(18,9)   | wyyD wtktkD  |            |
| 20 | 12 | 784               | III    | 7842                                                                  | 23520                        | 15680                                                               |                      | {3,5+}20,12 | vvuuI dwwccD  |            | {5+,3}20,12 GP5(20,12) | wwccD        |            |
| 20 | 17 | 1029              | III    | 10292                                                                 | 30870                        | 20580                                                               |                      | {3,5+}20,17 | vvvnI dwwwtI  |            | {5+,3}20,17 GP5(20,17) | wwwzD wwwdkD |            |
| 28 | 7  | 1029              | III    | 10292                                                                 | 30870                        | 20580                                                               |                      | {3,5+}28,7  | vvnI dwrwwdkD |            | {5+,3}28,7 GP5(28,7)   | wwzD wrwwdkD |            |

## Constructie
Een object met volledige icosahedrale symmetrie kan met behoud van symmetrie gewijzigd worden door op de 12 plaatsen waar de assen van orde 5 het oppervlak snijden dezelfde wijziging aan te brengen met plaatselijk behoud van de rotatie- en spiegelsymmetrie, bijvoorbeeld door een vijfhoekig zijvlak te vervangen door een samenstel van vijf driehoeken, zoals ook in een geodetische bol gebeurt, of door de ribben van het zijvlak af te knotten, of door een hoekpunt waar vijf driehoeken samenkomen af te knotten.
Uiteraard hoeft het object geen veelvlak te zijn, het oppervlak kan ook gekromd zijn. Veel variatie is ook mogelijk door beschildering, met behoud van de symmetrie. Iedere invulling is mogelijk van het fundamenteel domein, dat bestaat uit een 3D-sector tussen drie assen.